# Макмиллан, Дональд
До́нальд Ба́кстер Макми́ллан (англ. Donald Baxter MacMillan, 10 ноября 1874, Провинстаун, Массачусетс — 7 сентября 1970, там же) — американский полярный исследователь и этнограф. Совершил двадцать пять арктических экспедиций.
Происходил из семьи моряка, осиротел в двенадцатилетнем возрасте. В 1898 году окончил Боудин-колледж, получив специальность геолога. Проработав десять лет в разных учебных заведениях Новой Англии, принял участие в арктической экспедиции Роберта Пири 1908—1909 годов. 14 марта 1909 года Макмиллан на санях достиг 84°29' с. ш., и повернул обратно из-за обморожения обеих ног. В 1913 году возглавил собственную экспедицию по поиску «Земли Крокера», доказав, что она является миражом. Из-за тяжёлых ледовых условий и начала Первой мировой войны, экспедиция задержалась в Арктике до 1917 года, и была эвакуирована капитаном Бартлеттом — бывшим командиром экспедиционного судна Пири. В 1918 году Макмиллан вступил в ряды военно-морского флота, совершив на собственной шхуне «Боудин» между 1921 и 1954 годами 18 разведывательных походов во льдах, в том числе для поддержки аэрофотосъёмки Баффиновой Земли. В отставке с 1938 года, в 1941 году вновь вернулся в военно-морской флот добровольцем (уволен с действительной службы в 1943 году), в 1954 году актом Конгресса удостоившись контр-адмиральского звания военно-морского резерва. Последнюю поездку в Арктику совершил в 1957 году. Удостоен военных и географических наград США.

## Годы становления (1874—1892)

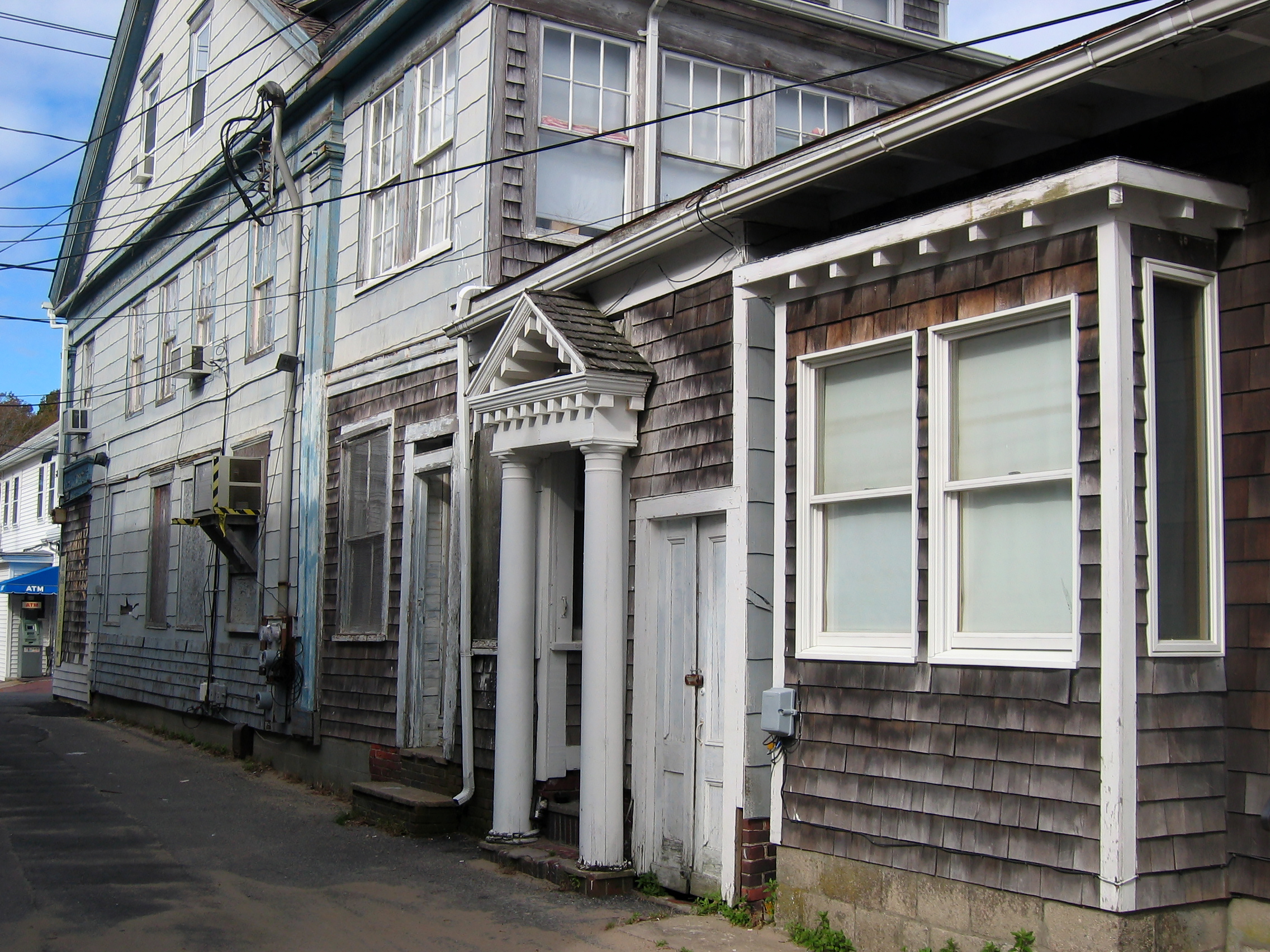
Городской дом в Провинстауне

Семейство Нила и Сары Макмиллан из Провинстауна было небогатым. Глава семьи, имевший диплом капитана дальнего плавания, в летний сезон нанимался на рыболовные и китобойные суда, работавшие у Ньюфаундленда, а зимой ходил в торговые рейсы в Вест-Индию. В городе было около сорока доков и к гавани было приписано более сотни рыболовных и зверобойных судов; железную дорогу протянули к 1873 году. В доме № 524 на Коммершиал-стрит (она проходила через весь город) появились на свет пятеро детей: старшая дочь Летиша, первенец-сын Фрэнк, второй сын Дональд Бакстер, родившийся 10 ноября 1874 года, и дочери Джессика и Ева. Семейство арендовало половину дома за 10 долларов в месяц. В семь лет Дэнни Макмиллан пошёл в школу, главной книгой в его жизни стало двухтомное описание экспедиции Кейна с огромным количеством иллюстраций. В восьмилетнем возрасте Дэнни совершил с отцом первое плавание на рыболовной шхуне, хотя и сильно страдал от морской болезни, поэтому его высадили на Кейп-Бретоне, где жили его бабка и дед, говорившие только на гэльском языке. В зимний сезон 1883 года Нил Макмиллан для заработка пошёл в рискованный промысловый поход, из которого не вернулся со всей командой; в декабре глава семьи был объявлен умершим, а на кладбище установили кенотаф.
Вдова Макмиллан не могла самостоятельно поднимать пятерых детей. Старшую дочь Летишу друзья семьи пристроили в штат Мэн на воспитание в состоятельную семью, старшего сына отправили к деду с бабушкой на Кейп-Бретон (где он проживал следующие десять лет), а Дэн и две младшие дочери остались с матерью. Соседи по мере сил помогали сиротам: приносили еду (включая остатки от церковных трапез) и ношеную одежду. Однако Саре пришлось переехать в дешёвый дом и работать прачкой, что оказалось для неё непосильным испытанием. Дэн с 9-летнего возраста подрабатывал в гавани чистильщиком трески и продавал лимонад, а далее нанялся продавцом клюквы, получая 1 цент с каждой кварты, и даже распространял брошюры для туристов — руководство по наблюдению «морского змея». Так прошло около двух лет. По воскресеньям отрок качал насос органа в методистской церкви за 20 центов и даже получил награду воскресной школы, за то, что не пропустил ни одного занятия за год. В марте 1886 года 37-летняя Сара Макмиллан скончалась. Для 11-летнего Дэна началась череда приёмных семей: у вдовы Маклеод не хватало средств на содержание сироты, и через два месяца он попал к шотландцу — капитану Мёрдику Макдональду, у которого были две дочери. В семье капитана мальчик ещё сильнее заинтересовался полярными исследованиями. В США главными сенсациями стали арктическая экспедиция Грили и находки останков экспедиции на «Жаннетте» в Гренландии, в тысячах миль от места крушения. Образ жизни настолько напоминал отцовский, что не пришлось приспосабливаться; Дональд в должности юнги совершил плавание до Огасты. У Макдональдов Дэнни провёл около двух лет, а далее переехал к Летише, вышедшей замуж во Фрипорте.
Старшая из Макмилланов — Летиша — нашла во Фрипорте приёмных родителей для младших сестёр, а Дэн преуспевал в средней школе, особенно в гимнастике и бейсбольной команде. Директор Митчелл предложил ему поступить в Боудин-колледж, расположенный всего в девяти милях от города. Однако стоимость обучения составляла 200 долларов в год (13 800 в ценах 2023 года), тогда как от родителей и приработок на счету Дэна в Seamen’s Savings Bank накопилось семь долларов. Вдобавок, в колледже требовалось пройти обязательные курсы латыни (в течение четырёх лет) и греческого языков (три года), которыми Макмиллан не занимался вовсе. Митчелл заставил Дональда остаться на второй год для подготовки к колледжу по индивидуальной программе и приискал работу: взял его в школу уборщиком; в церкви юноша по-прежнему накачивал мехи органа за 25 центов по воскресеньям. Также Макмиллан по утрам развозил потребителям молоко (5 центов за каждую кварту), служил книгоношей и работал на обувной фабрике в ночную смену. Он не пил и не курил. Несмотря на тяжёлый труд, здоровье Дональда не пострадало.

## Студент и преподаватель (1892—1908)

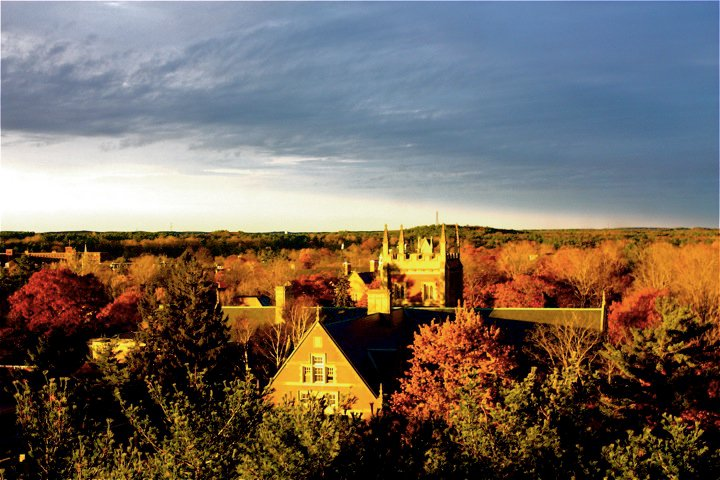
Панорама кампуса Боудин-колледжа осенью 2010 года. Вид с колокольни

Безденежье преследовало Макмиллана и в колледже. Он получил комнату в общежитии на Норт-Уинтроп стрит, близ той, где в своё время обитал Лонгфелло. Впрочем, в первый учебный год Дональд для облегчения бюджета жил у сестры во Фрипорте, тратя на переезды в Брансуик и обратно 22 цента. В дни спортивных состязаний и экзаменов он оставался в колледже ночевать: Дональд покупал сосисок на 19 центов, и жарил их на масляной лампе на ужин и завтрак. Увлечение гимнастикой осталось постоянным, он тратил долгие часы для сальто и упражнений на брусьях и кольцах. Заместитель директора Уиттьер нанял Макмиллана помощником по спортзалу на зимние месяцы, что позволяло ему столоваться в братстве Тета Дельта Фи. Тем не менее денег на учебники не хватало, книги приходилось одалживать у однокашников. Макмиллан стал капитаном футбольной команды первокурсников, сохранил капитанство в команде по бейсболу, прославился как лучший бегун (100 ярдов за 10,2 секунды) и состоял в «Индейском клубе». Среди предметов наибольший интерес вызывали география и геология. Начальство позволило ему взять академический отпуск на семестр для заработков: Макмиллан устроился учителем чистописания, арифметики и географии в школе округа Пратт во Фрипорте, куда добирался пешком за восемь миль в любую погоду. За это он заработал 60 долларов, оплатив часть учебного года в Боудине. Несмотря на тяжёлое добывание денег, Макмиллан окончил трёхлетний курс колледжа. Далее он заболел брюшным тифом, от которого восстанавливался в доме сестры. Лечение оставило много долгов, но земляки весной 1897 года помогли Дональду устроиться табельщиком в Бостоне в фирме по прокладке трамвайной линии между Тонтоном и Броктоном. Жалованье оказалось настолько щедрым, что в 1898 году Дональд Макмиллан получил степень по геологии и полностью расплатился по счетам. В день выпуска он нанялся косарём на ферму за четыре доллара. Несмотря на то, что Макмиллана продолжали интересовать полярные исследования, он принял предложение устроиться директором школы Ливай-холл в Гореме за 500 долларов в год при 40-недельной учебной нагрузке.

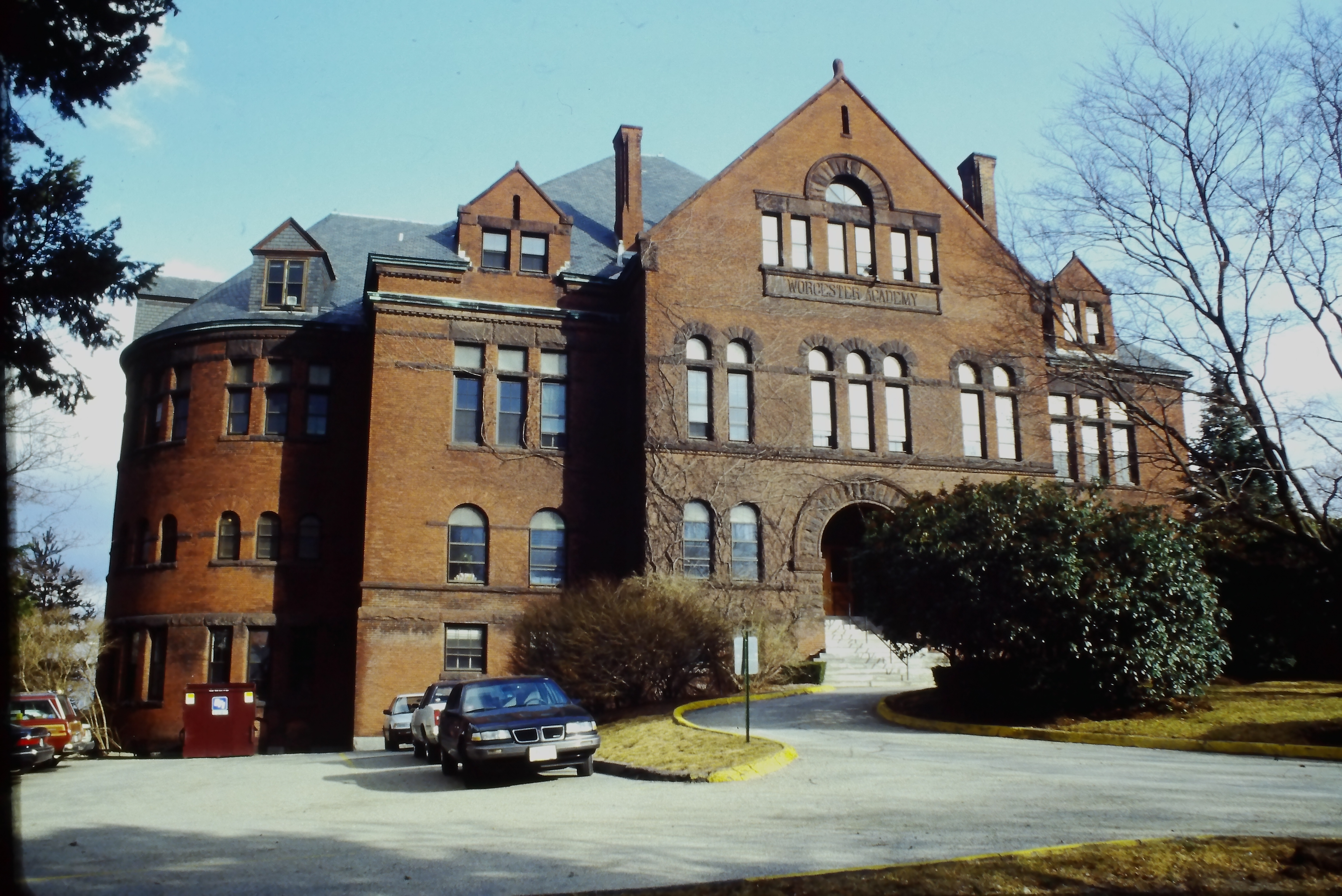
Здание Вустерской академии

Помимо обязанностей директора, Макмиллан преподавал естествознание, уделяя большое внимание практике. Школьники совершали походы, изучали геологические формации и определяли растения и животных, в том числе насекомых. В Гореме учитель квартировал у супругов Мозес за шесть долларов в неделю на полном пансионе. На каникулах он возвращался к сестре во Фрипорт. В конце второго года в Гореме Дональд по рекомендации президента колледжа получил должность учителя французского языка, математики и физкультуры в престижной квакерской школе Суортмор в Пенсильвании. Жалованье составляло 1200 долларов в год. На своём посту Макмиллан добился создания летнего лагеря в заливе Каско, где школяры обучались парусному делу и навигации. Здесь произошло знакомство с Робертом Пири, который хотел пристроить в лагерь своего сына Роберта-младшего. Наконец, в 1902 году Дональд решился подать заявку учителя в рискованное предприятие: гарвардский выпускник Джон Кент планировал устроить кругосветное плавание для старших школьников на паруснике-школе «Янг Америка», чтобы дать её ученикам возможность увидеть мир, попутно получая систематическое образование. Реклама зазывала «изучением французского языка в Париже, латыни в Риме и греческого в Афинах». Однако плавание не состоялось и Макмиллану пришлось искать работу. Его приняли в Вустерскую академию учителем физкультуры. Наконец, летом 1903 года школа Кента должна была начаться, однако условия изменились. Был нанят старый парусник «Пенсильвания», в Нью-Йорке на борт взошли только 120 школьников, хотя для окупаемости предприятия их должно было быть триста. В конце концов судно было арестовано властями США. Провал этого проекта вызвал шумиху в прессе, в результате которой ректор Вустерской академии Аберкромби телеграммой пригласил Дональда вернуться. Во время проведения летнего лагеря 1904 года имя Макмиллана впервые появилось в национальной прессе, ибо он спас целое семейство рыбаков из семи человек, лодка которых перевернулась в полутора милях от берега, а младший сын запутался в снастях. Дональд вытащил и его, но откачать утопленника уже не удалось.
Весной 1905 года Роберт Пири, снаряжавший экспедицию на Северный полюс на корабле «Рузвельт», телеграммой пригласил Макмиллана на собеседование. Однако учитель буквально за несколько дней до этого подписал контракт на очередной учебный год, получив дополнительно ставку старшины в общежитии. В результате Дональд ответной телеграммой сообщил об отказе, но тем же летом побывал в Портленде, когда «Рузвельт» оправлялся в свой поход. Это стимулировало Макмиллана к изучению истории полярных путешествий. В 1906 году Пири вернулся в США ни с чем, объявив, что предпримет ещё одну попытку достижения Северного полюса. В том же году норвежец Руаль Амундсен благополучно прибыл в Сан-Франциско, за три года преодолев Северо-западный проход. Весной 1908 года очередная телеграмма от Пири была доставлена Макмиллану прямо в бассейн, где он проводил урок плавания. Дональда вновь приглашали в полярную экспедицию, дав две недели на размышление. Директор Аберкромби находился в отъезде, а председатель попечительского совета Гаскилл отказался подписать прошение об отставке, предоставив взамен бессрочный отпуск до конца путешествия. Сразу после окончания семестра Макмиллан подписал контракт с Пири и был назначен ответственным за закупку припасов для экспедиции. Также его приняли на ставку орнитолога и участника вспомогательного санного отряда. Ему полагалось жалованье 75 долларов в месяц (около 2250 долларов в ценах 2023 года), все расходы по снаряжению и пропитанию на всём пути нёс начальник экспедиции.

## В Арктику с Пири (1908—1910)

### Отправление и зимовка

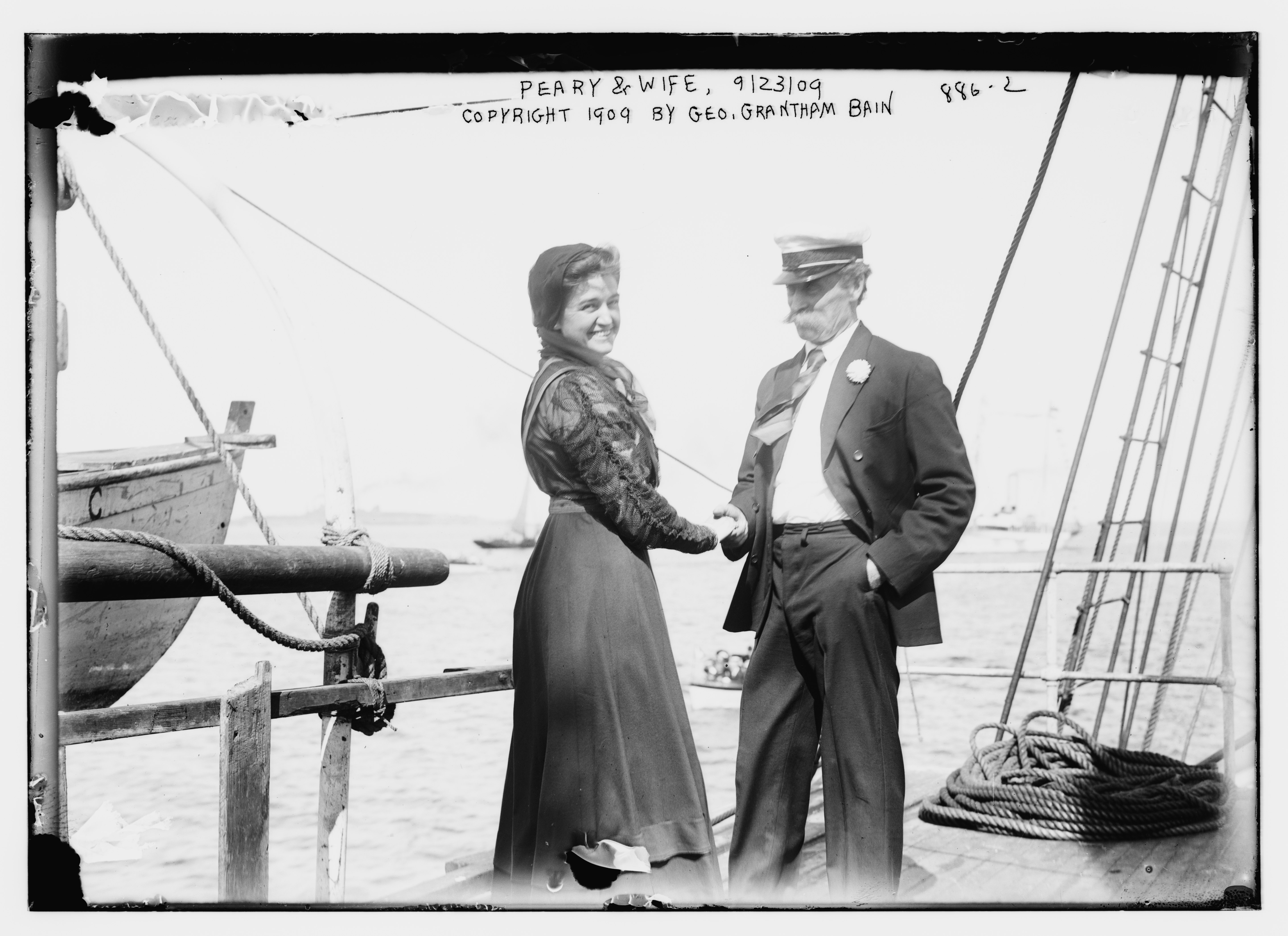
Роберт и Джозефина Пири на палубе «Рузвельта»

Во время отплытия «Рузвельта» 6 июля 1908 года Макмиллан находился на борту, тогда как последние закупленные им припасы были доставлены поездом в Сидни. Дональда разместили в одной каюте с самым молодым участником команды — Джорджем Борупом, спортсменом-гольфистом, выпускником Йельского университета. Несмотря на полное несовпадение жизненного опыта и социального окружения, Боруп и Макмиллан поладили, их отношения сравнивали с братскими, вдобавок, Джордж отличался харизмой и общительностью. В их каюте площадью 4 на 8 футов (1,2 × 2,4 м) было набито столько имущества, что её в шутку прозвали «Камерой ужасов». В Гренландии взяли на палубу несколько семей эскимосов, ездовых собак и забили пятьдесят моржей на мясо, так как 70 тонн китового мяса, взятого на Лабрадоре, испортились. Из Эта вышли 18 августа. Самым тяжёлым участком пути были 350 миль ледовых полей в бассейне Кейна и проливе Робсона, отделяющих Гренландию от острова Элсмир. На их преодоление ушли три недели, во время которых экипаж спал не раздеваясь, готовый к авралу или эвакуации. На зимовку на мысе Шеридан остались 20 американцев, 49 эскимосов и 246 ездовых собак. Макмиллан не страдал расовыми предубеждениями и стал изучать гренландский язык, которым хорошо владел негр-ассистент Пири Мэтью Хенсон. С ним Дональд подружился.
Во время полярной ночи предстояло подготовиться к санному походу по паковым льдам. Макмиллана, Борупа и доктора Гудсела прикрепили к Хенсону, который учил их выживанию в походе. Пири не пользовался палатками, взамен на стоянках возводили снежные иглу. Макмиллан поладил с ездовыми собаками и научился управляться с упряжкой до 12 животных, обучился и искусству обращения с бичом. Пригодились и навыки охотника, так как люди и собаки постоянно нуждались в свежем мясе. Далее Дональда включили в санный караван, который должен был забросить припасы в базовый лагерь на мысе Колумбия в 90 милях к западу от зимовки, эти работы начались 16 сентября. До полюса было по прямой 413 морских миль. В ноябре Пири поручил Дональду провести на мысе измерения величины приливов и отливов по заданию Службы береговой охраны США. Его сопровождал матрос Барнс и эскимосы Ублуя и Эгингва с жёнами. Следующий месяц они провели в иглу за непрестанными наблюдениями, снимая показания четыре раза в сутки. Устройство для измерения представляло собой градуированный до десятой доли дюйма стальной шест, основание которого (жестяной сухарный ящик, набитый камнями) покоилось на дне залива. Отсчёт приходилось делать, лёжа животом на льду, этот процесс занимал час, так как нужно было строить пятиминутный график. День благодарения отпраздновали в поле: Барнс испёк клюквенный пирог, замесив тесто из размолотых крекеров на сале овцебыка. Рождество праздновали уже на «Рузвельте», причём Макмиллан организовал состязание по бегу на льду, в котором участвовали и эскимосы. Макмиллан удивлялся в дневнике, что их экспедиция не испытывает никаких тягот и душевного надлома. В каютах было тепло, а члены полюсной команды даже ни разу не повышали друг на друга голоса. Эскимосам было тесно, и они сошли на берег, где возвели два просторных отапливаемых иглу из дёрна и моренных камней. Старт был назначен на февраль 1909 года, как только взойдёт солнце. Перед выходом «Мак» (как его называли сотоварищи) помогал сортировать припасы, ремонтировал сани эскимосского образца, полировал полозья. Вся команда была одета по-эскимосски: комплекты полярной одежды шили женщины, зимовавшие на борту. Дональд научился носить сапоги-камики из тюленьей шкуры, выстилаемые изнутри сухой осокой. По совету Пири он измерил величину своего шага (2400 шагов на сухопутную милю) и усвоил навык автоматического определения пройденного за переход расстояния.

### Поход на полюс

Отряд Пири преодолевает гребень сжатия

15 февраля выступал авангард под командой капитана «Рузвельта» Бартлетта. Пири сознавал, что не сможет взять необходимого для достижения полюса запаса пищи, поэтому использовал ступенчатую схему: вспомогательные отряды — всего их было семь — торили путь, передавая командиру часть запасов и наиболее выносливых собак для последнего рывка к Северному полюсу. Всего в походе было занято 24 человека, 19 саней, 133 ездовые собаки. Каждые сани вмещали 500 фунтов (230 кг) запасов — мяса, сухарей, пеммикана (разных сортов для людей и собак), сгущённого молока, чая, керосина, и прочего. Это обеспечивало 50-дневный запас на всю партию, причём резервным запасом провианта служили сами собаки. Истощённых особей скармливали их сородичам. Каждый экспедиционер имел винтовку, записную книжку, бинокль и фотоаппарат, которые хранились в брезентовых сумках, пристёгиваемых к задним стойкам саней, чтобы можно было доставать их на ходу. Для каждого отряда была рассчитана точка возвращения, исходя из количества припасов, чтобы достигнуть берега Земли Гранта (как тогда именовалась северная часть Элсмира). Макмиллан рассчитывал, что его возьмут в полюсную партию (на борту никто не знал окончательных планов Пири), но его слабым местом были ноги, которые он в первый раз отморозил ещё в ноябре 1908 года. Отряд Макмиллана и Хенсона покинул базовый лагерь 1 марта. Макмиллан писал в дневнике, что по дрейфующим льдам передвигаться намного сложнее, чем по припаю или материковым ледникам: морской лёд находился в движении, трескался, образовывал торосы. Некоторые торосы достигали высоты пятиэтажного дома, через них в буквальном смысле приходилось прорубаться кирками и ломами, взятыми в поход. Несмотря на большое число собак, людям приходилось тянуть грузы через гребни сжатий, что на морозе было крайне изнурительным. В первые два дня удалось проделать по прямой не более трёх миль, причём на второй день сани Дональда опрокидывались трижды. Он жаловался в дневнике, что вспотел при пятидесятиградусном морозе (по Фаренгейту, то есть −45° C). От постоянных обморожений трескалась и кровоточила кожа на руках, на ночёвках по совету Хенсона Макмиллан закрывал лицо рукавицей, чтобы не обмораживать носа и щёк. 5 марта облака разошлись и путники наблюдали восход. Однажды по неопытности Дональд разжёг в иглу спиртовую печку, не позаботившись о вентиляции. Приглашённые им на чай эскимосы Уисаакассак и Таутсиангуак опьянели от паров спирта и уснули, а Мак, почувствовав головокружение, выбил снежную пробку из выхода и вылез на воздух. Пири помог ему вытащить эскимосов, и этот эпизод не повлиял на командный дух.
Макмиллан и его коллега Росс Марвин рассчитывали промерить глубину Полярного моря. Для этого у них имелся портативный лот с треногой, умещавшийся в одни сани. Катушка рояльной проволоки имела длину несколько километров, с латунными маркерами и свинцовым грузом. Первый промер в полынье дал результат 96 саженей (576 футов), причём по неопытности Дональд поскользнулся у края и упал в воду. В снаряжении имелся запасной комплект одежды, иглу уже был выстроен, поэтому он не поморозился и не заболел. Продвижение на север сильно осложняли огромные разводья во льдах, некоторые из которых можно было пересекать по ледовым мостам. Позднее стало известно, что обнаруженная полярниками стационарная «Великая полынья» обозначала край континентального шельфа. Она задержала экспедиционеров почти на неделю. Задержка плохо сказывалась на моральном климате: Пири нервничал, эскимосы никогда не совершали походов по паковым льдам и грозили бунтом, но Макмиллан их отвлёк, устроив состязание по борьбе. Пири высоко оценил находчивость своего ассистента. Вскоре оказалось, что обувь Дональда протекает и он обморозил пальцы на ногах и пятки. 15 марта, когда отряд находился на 84° 29’ с. ш. Макмиллан признался Пири, что испытывает сильные боли. Командир немедленно распорядился поворачивать, придав ему двух эскимосов-провожатых. Дональду также вменялось в обязанность оборудовать запасной склад на побережье для возвращающихся и передать приказ первому помощнику Гашью готовить корабль к отправлению 1 июня. Макмиллан рассчитывал использовать торную тропу и уже возведённые иглу, но из-за дрейфа льда это было невозможно. Он не мог сидеть на санях — это грозило ещё более сильным обморожением, и едва передвигался от боли — лыжами американцы и эскимосы не пользовались. Через одиннадцать дней — 25 марта — Макмиллан вернулся на «Рузвельт», предварительно возведя каменную пирамиду, внутри которой положил банку с запиской, запас пеммикана и чая, спиртовую печку и топливо для неё. Доктор Гудсел обнаружил, что обморожения можно залечить, и Макмиллан вместе с Борупом 19 апреля отправился закладывать склад для Пири, на случай, если его унесёт на восток — в сторону Гренландии.

Отряд Пири располагается на привал и сооружает иглу. Хорошо видны нарты конструкции Пири

Боруп и Макмиллан располагали пятью эскимосами-погонщиками, шестью санями и 48 ездовыми собаками. Льды в проливе Робсона были настолько изломаны, что иногда приходилось перетаскивать сани челночным методом, задействуя всех людей и всех собак на одну единицу груза. Макмиллан успешно опробовал лыжные очки с оранжевыми светофильтрами (против снежной слепоты) и мазал лицо смесью сажи и жира от обморожения на ветру. После выхода на гренландский припай путешественники двинулись к мысу Линкольна и делали большие переходы: 21 апреля было пройдено 25 миль до Рипалс-Харбор. Было решено заложить склад на острове Джон-Марри, путь к которому оказался очень тяжёлым. Этот склад пригодился через восемь лет датчанину Кнуду Расмуссену. На обратном пути путников сдерживали противные ветра и ледовые сжатия. Двухдневный отдых подкрепил собак, и путешественники проделали 60 миль за 14 часов, достигнув мыса Моррис-Джессуп. 8 мая в лагерь на мысе Моррис-Джессуп прибыли эскимосы с «Рузвельта» во главе с охотником Кудлукту (как его называл Пири, настоящее имя — Кааркутсиак), привёзшим письмо командира от 28 апреля, содержащее следующие слова: «Путешествие на север прошло вполне удовлетворительно» (Northern trip entirely satisfactory). Макмиллан отправился вместе с Кудлукту, столкнувшись между 11 и 14 мая с тяжелейшими ледовыми условиями за всю его карьеру полярника: зачастую негде было найти ровного места для установки палатки; в конце концов они вернулись. Боруп остался на мысе, чтобы провести исследование прилива, впрочем, невнимательно относясь к своим обязанностям. Наконец, путники отправились на «Рузвельт», добравшись до корабля за восемь переходов, в среднем проделывая по 34 мили за каждый. Далее Пири отправил Макмиллана с эскимосом Киллугтуком на лунный месяц в Форт Конгер в лагерь Грили (расположенный в 60 милях южнее места зимовки) для измерений высоты прилива. Там уже находился доктор Гудсел, отряженный собирать геологические образцы. Наблюдения длились с 10 по 25 июня 1909 года.

### Возвращение

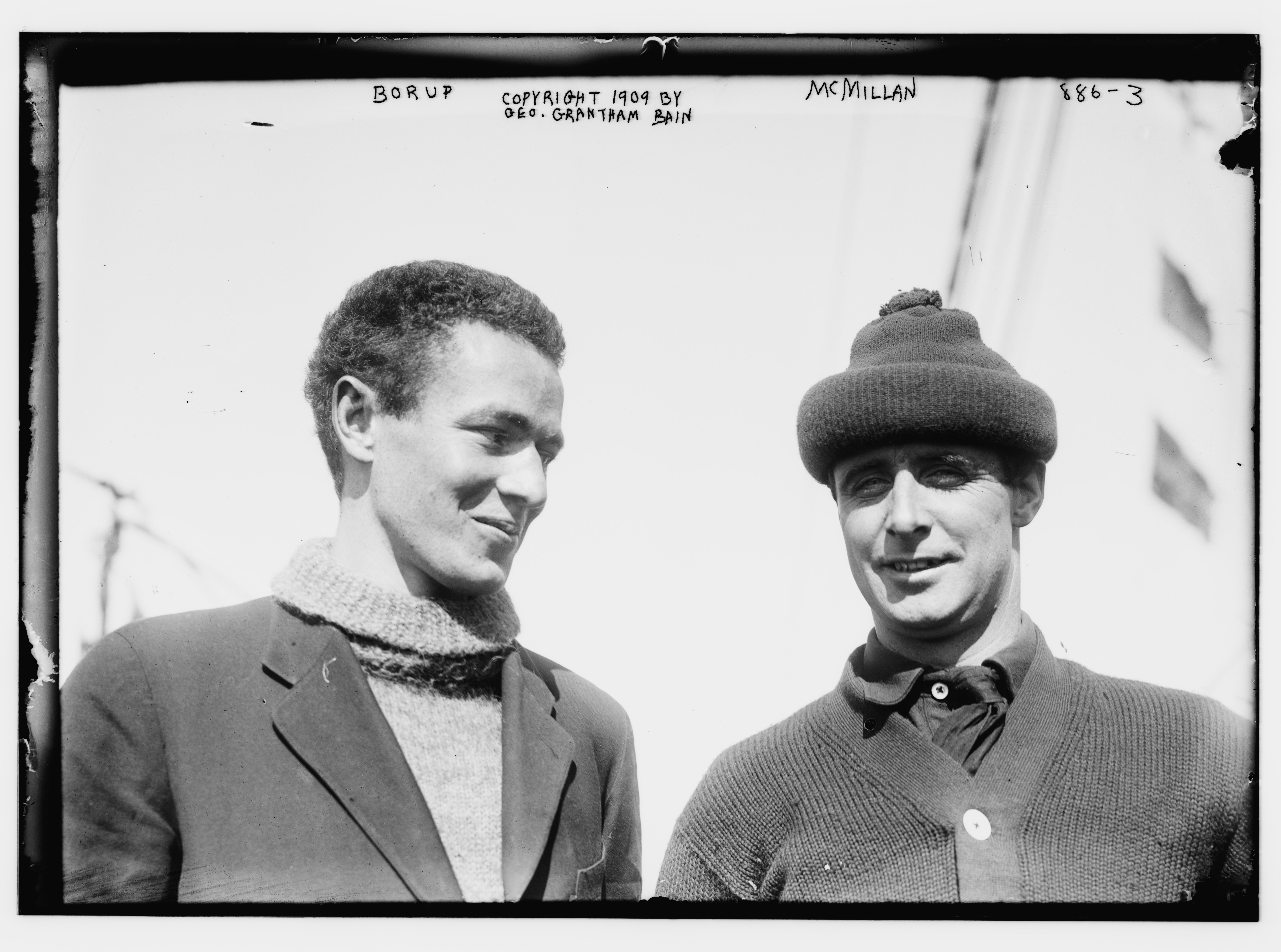
Джордж Боруп и Дональд Макмиллан после возвращения из экспедиции

1 июля «Рузвельт» отправился в обратный путь. Ледовая обстановка была тяжёлой, к 31-му числу шхуна дрейфовала между мысом Тайсон и островом Беллот. Макмиллан решил поплавать в полынье с температурой воды 29 градусов Фаренгейта (−1,6° C). Вскоре к нему присоединился Боруп, и они на пару пересекли 20-ярдовую полынью и благополучно вернулись. Эскимосы решили, что американцы впали в умоисступление. Пока ожидали вскрытия льдов, Пири распорядился набить как можно больше животных, чтобы эскимосы — участники экспедиции — смогли пережить зиму. Охота длилась целую декаду, причём только в последний день Боруп и Макмиллан застрелили тридцать моржей, крупнейший из которых весил 624 фунта (283 кг). 1 августа едва не произошло трагедии: механик Уордвелл по приказу Пири чистил в кают-компании винтовку после охоты, и, решив проверить, нет ли патрона в стволе, нажал на спусковой крючок. Мощный патрон пробил переборки в каюте первого помощника Гашью и самого Макмиллана, задев правую бровь спящего на боку на верхней койке Дональда, пробил ему правое плечо, чудом не задев подключичной артерии, рикошетом ударив в левую руку. Макмиллана перевязал доктор Гудсел, который сказал, что Мак легко отделался, несмотря на четыре сквозных пулевых ранения с обильным кровотечением. Через несколько дней он уже вставал и ходил по палубе. После выздоровления у него навсегда перестал действовать большой палец на левой руке, прижатый к ладони из-за разорванного сухожилия, но были целы все кости, нервы и сосуды. Он не винил никого (у Пири случилась истерика со слезами) и даже написал в дневнике, что счастлив «выбраться из очередной передряги».
21 августа «Рузвельт» высадил эскимосов в Эта и двинулся на юг. 23 августа встретили судно снабжения — шхуну «Джини», с которой была получена почта. 25 августа экспедиция прибыла на мыс Йорк. Здесь в каменном гурии нашли записку капитана китобоя Адамса, в которой говорилось, что встреченный им в июне доктор Кук направлялся в Данию и утверждал, что достиг Северного полюса в апреле 1908 года. С 26 августа по 5 сентября «Рузвельт» принимал уголь на китобойной станции Турнавик. Далее они отправились в Смоки-Тикл, где имелась радиотелеграфная станция Маркони. Макмиллан телеграфировал сестре, что «провёл лучший в своей жизни год», а Пири объявил своим спонсорам, что «вбил звёзды и полосы в Северный полюс» и призывал не верить Куку и бойкотировать любые его сообщения. Обмен сообщениями продолжился 8 сентября в Батл-Харборе, где 16-го числа Пири устроил первую пресс-конференцию, на которую были доставлены из США представители крупнейших изданий и информационных агентств. На некоторые вопросы отвечал и Макмиллан, демонстрируя полную лояльность своему командиру.
Споры и судебные иски Пири и Кука заставили Роберта отказаться от монополии на публичные выступления, основную долю которых в Новой Англии взял на себя Макмиллан, но с обязательством не демонстрировать диапозитивов с видами Северного полюса. Иногда его поездки с лекциями продолжались по 30—40 дней подряд. Слушателям нравилась манера Дональда, его поставленный преподавательский голос и чувство юмора. На малой родине во Фрипорте мэрия устроила в его честь парад. На выступлении перед строителями плотины Ашокан в Кингстоне побывал и Джером Лук с пятилетней дочерью Мириам, которая спустя четверть века стала женой Дональда.

### Экспедиция Кэбота и путешествие на Лабрадор 1911 года

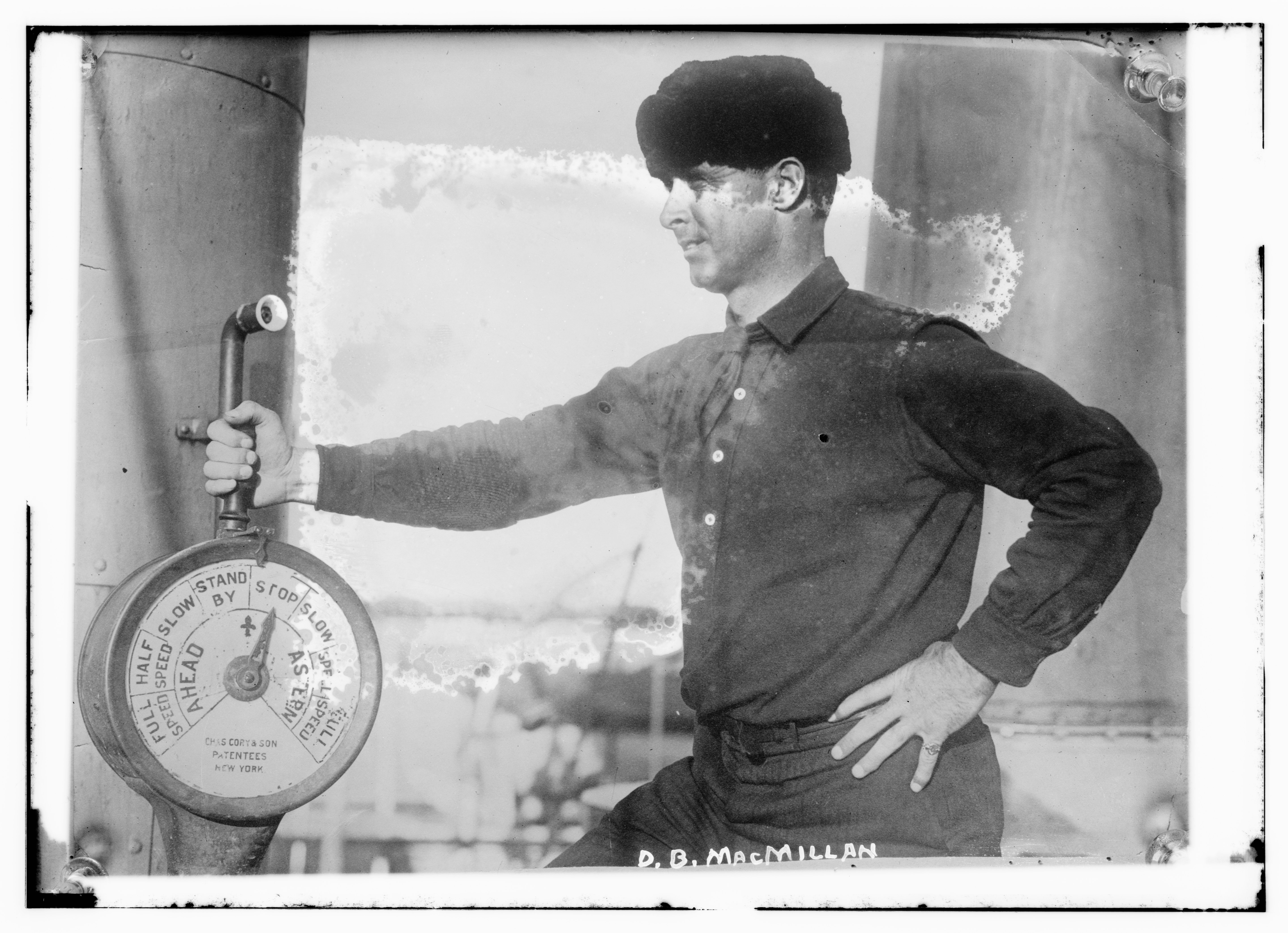
Макмиллан в 1910 году

Побывав в Арктике, Макмиллан принял решение не возвращаться в Вустерскую академию и попытаться найти место в очередной экспедиции. Летом 1910 года его нанял «бостонский брамин» Уильям Кэбот, который вместе с такими же богатыми спутниками — Дж. Хоу и Ш. Кларком — решил исследовать внутренние районы Лабрадора и провести этнографическое описание индейцев наскапи, тогда ещё не тронутых цивилизацией. Чтобы соответствовать, Дональд поступил на департамент антропологии Гарвардского университета и собирал материалы для дипломной работы. Кэбот отличался большой физической силой и стремился к приключениям, у него был большой опыт выживания в дикой природе. Наскапи были его пожизненным увлечением, он даже занимался их языком. Четверо путешественников отбыли пакетботом в Турнавик, где познакомились с Уильямом Бартлеттом — отцом капитана «Рузвельта». Там же они закупили припасы, погруженные в тяжёлую рыболовную шлюпку, приобретённую за 50 долларов у того же Уильяма. Макмиллан был избран кормчим, после чего участники путешествия своим ходом добрались до лагеря аборигенов, известного как Дейвис-Инлет, и устья реки Асавабан. Там они заякорили шлюпку и перегрузились в два каноэ (взятые заранее), двинувшись вверх по реке. Поднявшись на 1100 футов, они попали на Великую тропу наскапи, и прошли сто миль на одном каноэ по реке Мистинипи. Индейцы встретили партию Кэбота холодно и потребовали виски и табак, которых у четвёрки не было (никто из путешественников не пил и не курил). Впрочем, встреченные далее старик и маленький мальчик согласились провести белых к деревне у озера Тшинутивиш: Макмиллан исполнил перед ними несколько акробатических трюков. Если вождь принял Кэбота мирно, то встреченный через пару дней его сын был враждебен, а затем индейцы сожгли склад снаряжения, оставленного на обратный путь.
Кэбот решил возвращаться. Когда путники вернулись к месту, где оставили второе каноэ, оказалось, что индейцы его повредили. Глава экспедиции пришёл к выводу, что они оказались на священной земле аборигенов. Несмотря на то, что каноэ «текло как решето», Кэбот, Хоу, Кларк и Макмиллан прошли по реке сорок миль, отыскав свою шлюпку. Приключение побудило Дональда следующим летом приобрести новое каноэ и пройти до северных берегов Лабрадора. Он добрался до Нейна, где миссия Моравских братьев работала среди эскимосов. Макмиллан нашёл, что близлежащий архипелаг идеален для рыбалки и орнитологических наблюдений. Путешествовал он налегке, используя вместо палатки каноэ и москитную сетку. Много позже Макмиллан узнал, что его принимали то ли за нелегального золотоискателя, то ли за беглого каторжника.

## Экспедиция к Земле Крокера (1912—1917)

### Предыстория

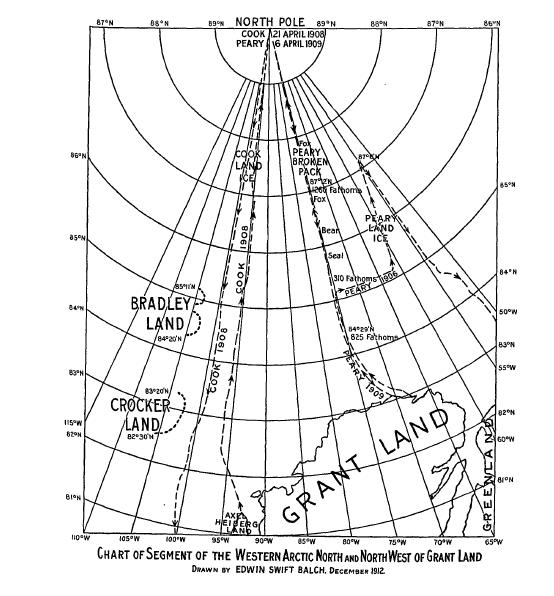
Карта арктических земель, якобы увиденных Ф. Куком и Р. Пири. Из книги Э. Балка «The North Pole and Bradley Land» (1913)

Ещё во время неудачной попытки достижения Северного полюса в 1906 году Роберт Пири утверждал, что видел далеко на горизонте примерно на 86° с. ш. тёмную полоску земли, которую назвал именем одного из спонсоров — банкира Джорджа Крокера. Это соответствовало ожиданиям широкой публики, ибо Центральная Арктика оставалась почти совершенно неисследованной, более того, наличие двух мощных течений в высоких широтах, предположительно, говорило о наличии полярного архипелага, который мог иметь размеры сравнимые с Гренландией. Идею достижения и исследования этой земли Макмиллан высказал ещё в 1910 году, но Боруп, с которым он продолжал дружить, скептически отнёсся к перспективам и оказался прав. Роберт Пири не поддержал проекта морально и не стал лоббировать его перед своими спонсорами из Арктического клуба. Боруп попытался обратиться в Американский музей естественной истории, но также безуспешно. Во время очередной встречи с Борупом в 1911 году Дональд предложил следующий план: доставить летом команду из четырёх человек на промысловом судне на Элсмир и перезимовать на северном побережье, а с началом полярного дня выступить от мыса Томаса Хаббарда на северо-запад, так как в этом направлении располагались самые «чёткие» видения Пири. Он подал заявку президенту Музея естественной истории Осборну на 15 000 долларов, рассчитывая пополнить музейные коллекции, но получил отказ: бюджет музея был уже распланирован. В конце концов лоббированием экспедиции занялся полковник Боруп — отец Джорджа, крупный предприниматель и спонсор Пири, который заставил Роберта официально одобрить поиски земли Крокера как продолжение покорения Северного полюса. Борупа официально приняли в штат музея и его проект был включён в бюджет на 1912 год. Всё это было сделано без уведомления Макмиллана, что сильно его разозлило. Впрочем, они быстро примирились из-за слухов, что исследованиями Земли Крокера заинтересовался Шеклтон. В конечном итоге экспедицию поддержали Американское географическое общество и Иллинойсский университет.
8 декабря 1911 года состоялась встреча директора Хоуи, Роберта Бартлетта, Макмиллана и Борупа, в ходе которой бывший капитан «Рузвельта» категорически отказался работать в будущей команде. 9 декабря был составлен контракт, по которому Макмиллан и Боруп назначались равноправными партнёрами, несущими равную долю ответственности за результаты экспедиции, однако окончательное право назначения начальника оставалось за Музеем естественной истории, который вносил 6000 долларов на счёт будущего предприятия. На снаряжение оставалось не более полугода. На Рождество Боруп устроил встречу с экс-президентом Теодором Рузвельтом, благодаря которому Американское географическое общество выделило 6000 долларов, но не хватало ещё семнадцати тысяч. Боруп добился общенациональной кампании, в ходе которой чек на 15 долларов выписал сенатор Франклин Рузвельт, а Макмиллану прислали 300 долларов от Вустерской академии, которая всё ещё числила его находящимся в отпуске. Дональд договорился с крупнейшим в США оптовым поставщиком провианта Austin, Nichols & Company о снабжении экспедиции по себестоимости и в дальнейшем успешно вёл переговоры с бизнесменами. К середине марта бюджет позволял отплыть тем же летом. Поскольку «Рузвельт» был недоступен, экспедиционеры зафрахтовали за 3500 долларов в месяц тюленебойное судно «Диана». 5 апреля 1912 года Музей естественной истории устроил чествование Пири и только что прибывшего в США покорителя Южного полюса Амундсена; на торжественном вечере присутствовали и Боруп с Макмилланом. 27 апреля Боруп и его друг Кейс отправились на морскую прогулку при штормовой погоде и погибли после опрокидывания моторной лодки. Джорджу Борупу было 26 лет. На похоронах 1 мая 1912 года присутствовали и Р. Пири, и Д. Макмиллан. Попечительский совет Музея согласился перенести экспедицию на год, ни один из спонсоров не отказался от взятых обязательств, несмотря на сомнения. После гибели Борупа Макмиллан вместе с другом детства Джонатаном Смоллом из Провинстауна отправился на моторной лодке в 1500-мильное плавание по картографированию побережья Лабрадора.

### Путешествие на остров Элсмир

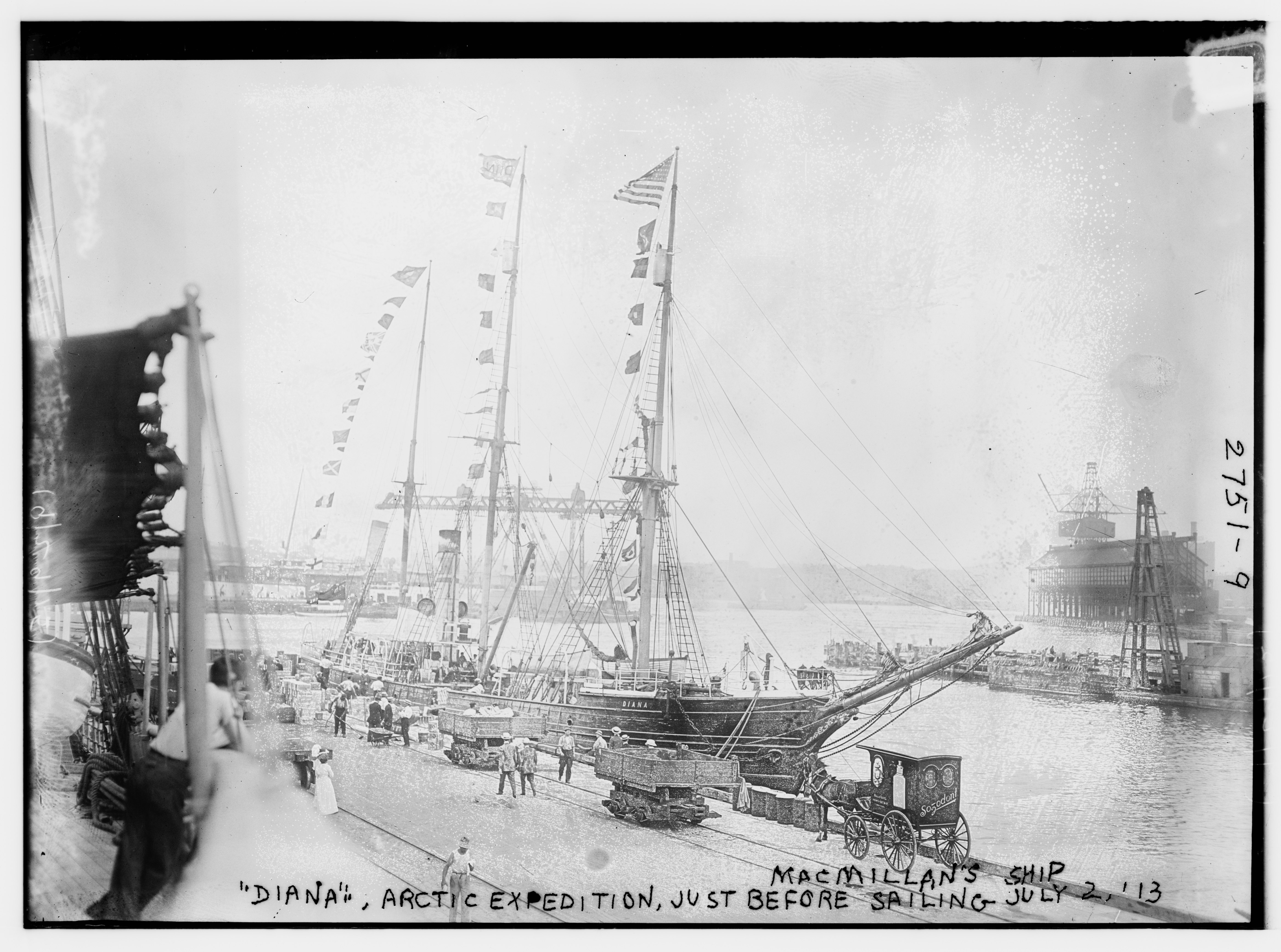
«Диана» перед отплытием 2 июля 1913 года

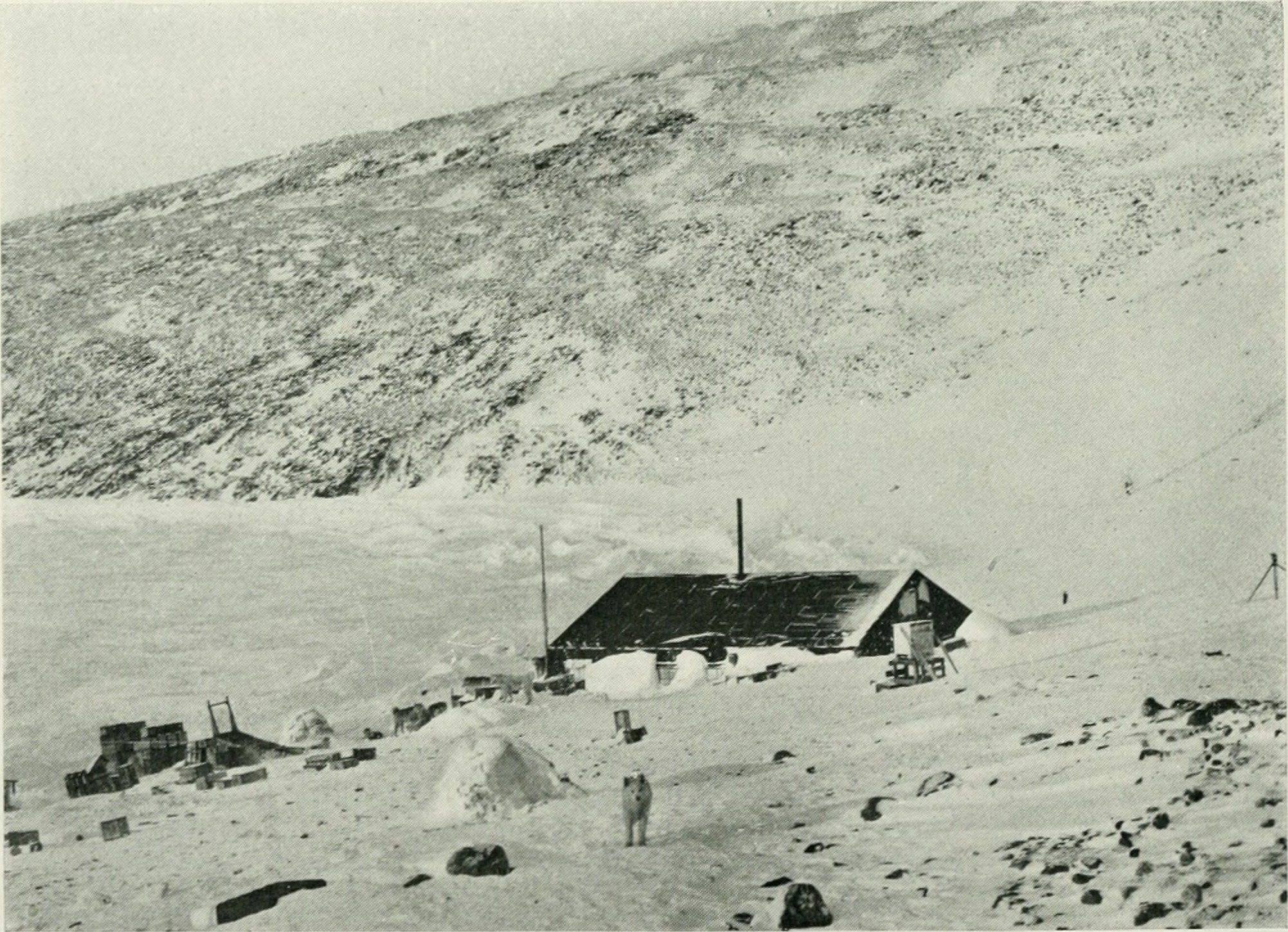
Зимовочная база «Боруп-Лодж»

В конце октября 1912 года попечительский совет Музея естественной истории единогласно назначил главой экспедиции Дональда Макмиллана. Его помощник Элмер Экбло из Университета Иллинойса был избран как специалист по геологии и ботанике; ещё один помощник, физик и инженер Фицхью Грин, отвечал за составление карт, а также метеорологические и сейсмологические исследования. Участие в экспедиции также приняли военный врач Харрисон Хант (выпускник Боудин-колледжа), электрик Джером Аллен и зоолог Морис Танкуэри. Джонатан Смолл пошёл поваром и завхозом.
«Диана» покинула Бруклинскую военно-морскую верфь 2 июля 1913 года, но села на мель у Лабрадора. Зимовочный отряд перешёл на вспомогательное судно «Эрик», которое и доставило экспедиционеров до залива Смит, где им предстояло пробыть два года. Штаб-квартиру разместили в Эта, где Смолл начал возведение зимовочного домика «Боруп-Лодж». Как было принято у Пири, стены дома были обиты шерстяными одеялами, а снаружи теплоизолированы снегом. На площади 35 × 35 футов (113,8 м²) обустроили кают-компанию, четыре спальные выгородки, мастерскую, фотолабораторию и даже электростанцию (бензиновый генератор сильно шумел). Дом привлекал эскимосов, которых иногда набиралось до шестидесяти человек; с большинством из них Макмиллан был знаком со времён «Рузвельта». Аборигены поражались электрической лампочке и проводной связи: Аллен соединил «Боруп-Лодж» телефонной линией с эскимосским иглу. Главной его целью было установление радиосвязи с большой землёй, но это так и не удалось. Макмиллан деятельно взялся за улучшение знания эскимосского языка и заказал полный комплект полярной меховой одежды, а потом стал тренироваться в поездках на собачьих упряжках и навыках охоты на льду. Зимой Макмиллан нанял эскимоса Миника, которого Пири ещё в 1897 году увёз в США, и который был усыновлён одним из сотрудников Музея естественной истории. В 1909 году Миник вернулся в Эта и не забыл английского языка. В декабре Макмиллан разрешил Минику и врачу Ханту поехать на собаках в Туле, чтобы оказать по пути медицинскую помощь всем нуждавшимся в ней. После возвращения Миник вошёл в упряжной отряд ветеранов Северного полюса: Уутака (Уты) и Иггиангуака (Эгингвы).

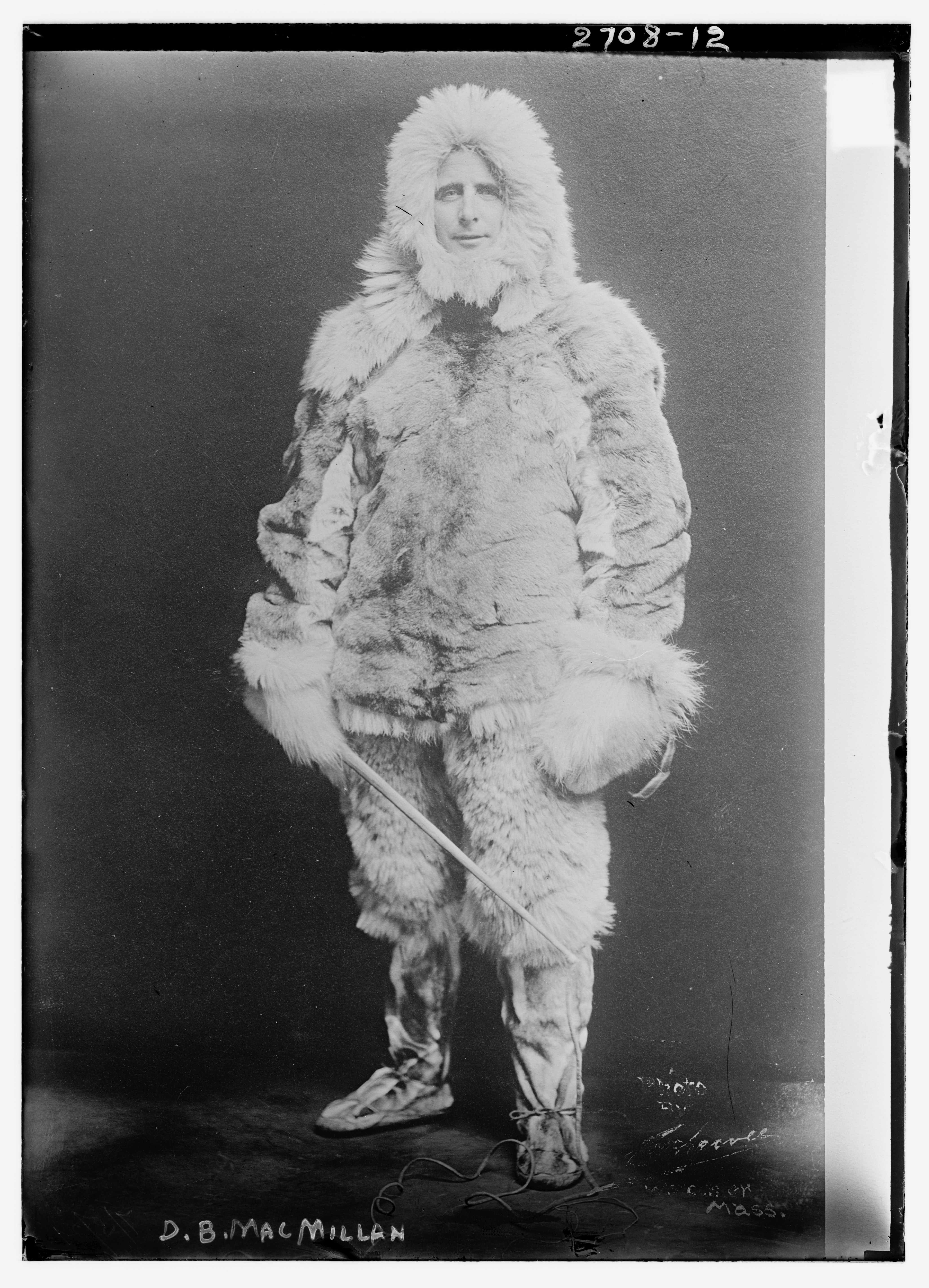
Макмиллан в полярной эскимосской одежде

Поход на поиски Земли Крокера начался в феврале 1914 года силами 19 человек на пятнадцати санях, запряжённых 165 собаками. Миник состоял при Макмиллане и Пиугаттоке (бывшем муже Аллакасингвы — эскимосской пассии Пири, которая родила ему сына). Из Эта вышли 13 февраля в пятницу в сорокавосьмиградусный мороз по Фаренгейту (примерно минус 44° C). На первой же ночёвке оказалось, что на базе забыли табак, и Миника немедленно отправили за ним. Однако морозы не стихали, и пришлось возвратиться всем, а далее на базе разразилась эпидемия свинки и гриппа. Повторный старт состоялся только 11 марта: караван должен был пересечь пролив Смита и всю северную часть Элсмира, а далее двигаться по паковым льдам методом Пири. Для подъёма по леднику в Бейтстад-фьорде пришлось вырезать ступени в его поверхности и перемещать вручную 4000 фунтов груза. Не выдержавшие тягот Миник и Таутсингуак дезертировали и отправились обратно в Эта, прихватив 16 лучших собак и большое количество провианта. Макмиллан не скрывал в своём дневнике гнева и опасался, что экспедиции не хватит припасов. Он также обвинял Миника в желании воспользоваться женой Таутсингуака. В поход по дрейфующим льдам пошли только Макмиллан, Фицхью Грин и эскимосы Пиугатток и Этукишук (спутник Фредерика Кука в его полюсном походе), убедившись к 22 апреля, что в точке Земли Крокера нет ничего; Пири наблюдал, в лучшем случае, мираж. Поход на дистанцию 725 миль длился 50 дней. Далее Грина с Пиугаттоком отправили на съёмки побережья острова Аксель-Хейберг, точных карт которого не существовало. Спустя шесть дней американец вернулся один, утверждая, что его упряжка погибла под лавиной, а эскимос попытался его бросить. Тогда Грин застрелил его из винтовки, сделав два выстрела в спину и в затылок. Макмиллан после возвращения сообщил остальным, что эскимос погиб под лавиной, не учтя, что спутник Ф. Кука Этукишук в достаточной степени овладел английским, чтобы понять бессвязные речи Грина. Бессмысленность экспедиции стала очевидной: Макмиллану и Этукишуку пришлось совершить долгое путешествие в южные датские колонии, чтобы передать письмо спонсорам с просьбой эвакуировать их летом 1915 года. Летом 1914 года в Боруп-Лодже побывал датский полярник Петер Фройхен, который опасался, что американцы аннексируют эту часть Гренландии, ещё не взятую под суверенитет Дании.
После возвращения на базу в Эта экспедиционеры занялись стационарными исследованиями. Хант и Аллен составляли орнитологическую коллекцию и собирали птичьи яйца и образцы гнездовий, Аллен, кроме того, пытался снимать фильм об экспедиции, истратив десять тысяч футов киноплёнки. Экбло изучал прибрежные ледники и сильно отморозил ногу, но сумел восстановиться. Макмиллан и Экбло открыли на Элсмире угольные пласты, но у них не было возможностей заняться их изучением, Танкуэри отказался участвовать в санном походе. Тогда Макмиллан переключился на метеорологию, заставив всю команду по графику снимать показания барометра, анемометра, термометра и фиксировать в журнале облачность; это проделывалось 12 раз в сутки. Дональд описал 35 видов птиц, гнездившихся близ Эта, и сделал пять с половиной тысяч зооботанических фотографий. Мясом команду снабжали эскимосы, а самыми заядлыми охотниками в Боруп-Лодже стали доктор Хант и завхоз Смолл. Макмиллан рискнул участвовать в охоте на моржа по-эскимосски — с байдарки гарпуном, без огнестрельного оружия. Шкуру самого большого из добытых медведей Макмиллан отдал на чучело для Боудинского колледжа. Всё это делалось, чтобы люди не предавались праздности. Досуг заполняли музыкой: у Макмиллана был граммофон и пластинки с шотландской музыкой, оперными ариями и рождественскими гимнами, а Танкуэри играл на гитаре. Впрочем, уже с января 1915 года американцы считали дни до прихода судна. Летом того же года стало ясно, что экспедиция застряла в Арктике: в предыдущем году судно не пришло (началась Первая мировая война), а спасательная шхуна «Джордж Б. Клюэтт», прибывшая летом 1915 года, была повреждена льдами настолько, что не могла отправляться и осталась зимовать. Из Эта до Уманака пришлось добираться на моторной лодке Фройхена. На шхуне с инспекцией находился недоброжелатель Макмиллана Э. Хоуи, член правления Музея и комитета экспедиции, который устроил скандал из-за невозможности вернуться.

### Завершение экспедиции

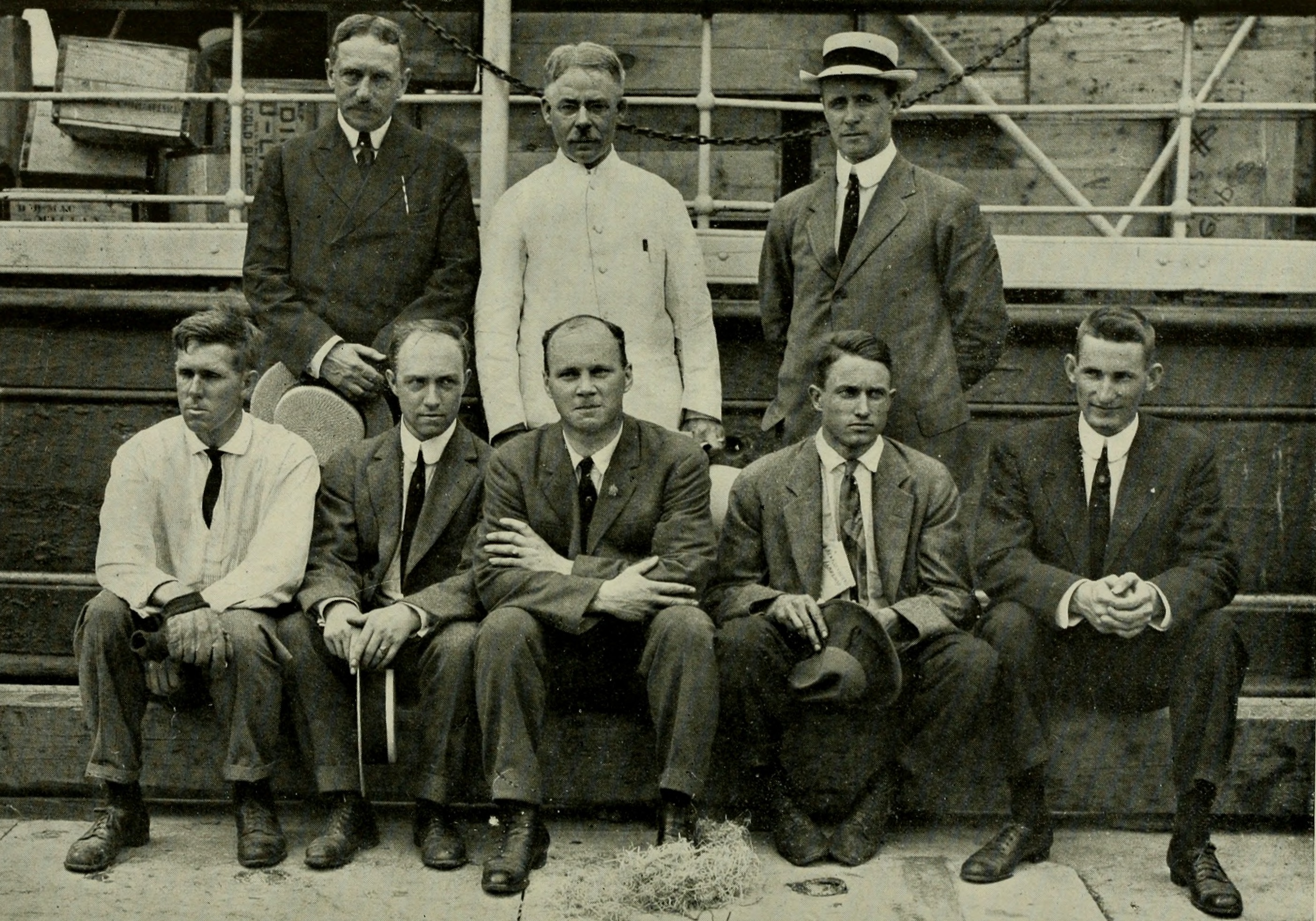
Команда экспедиции к Земле Крокера: стоят слева направо: Генри Осборн (глава комитета), Эдмунд Хоуи (член правления Музея), Дональд Макмиллан. Сидят: Гаррисон Хант, Морис Танкуэри, Элмер Экбло, Фицхью Грин, Джером Аллен

Перспектива незапланированной зимовки привела людей Макмиллана в уныние. Аллен, Танкуэри и Грин отправились на санях через залив Мелвилл в надежде, что их заберут датские или американские промысловики. Вести хозяйство на зиму взяли уроженку Южной Гренландии Веве Хендриксен, что позволило Дональду высвободить время на составление эскимосского словаря объёмом 3000 лексических единиц.
Весной Макмиллан рассчитывал изучать земли к западу от Элсмира. 22 марта 1916 года с Этукишуком и пятью другими эскимосами на 72 собаках он двинулся в поход. К 17 апреля путники открыли девять новых островов и побывали на Кинг-Кристиане, где воздвигли каирн с запиской. На зимовке Дональд взял в дом медвежонка, которого нарёк Боудином. Зверь сначала разнёс всю кают-компанию, но потом привык к Макмиллану, стал ручным и даже позволял запрягать себя в сани. Когда он вырос, то ушёл из зимовья, в чём ему не препятствовали. Поскольку и в сезон 1916 года спасательное судно «Дания» было блокировано льдами (об этом стало известно 7 декабря), из Эта уехали Экбло и Хант, проведя зимовку на борту корабля. В последнюю зиму на базе из американцев остались только Макмиллан и Смолл, продолжая круглосуточную съёмку метеоданных. Когда взошло солнце, Макмиллан с эскимосами описали всё восточное побережье Элсмира от мыса Сабин до Кларенс-Хед, картографировав и поименовав 42 ледника. К маю 1917 года закончился уголь (которого изначально было взято 40 тонн)), а из припасов остались только собачьи галеты на основе конины. Лишь 31 июля к полярникам пробился Роберт Бартлетт, направленный на старом тюленебое «Нептун», задействованном ещё в неудачной попытке эвакуации Грили в 1882 году. На борт погрузили более двухсот ящиков с чучелами и биологическими и геологическими образцами, кинофотоплёнками и записями.

## Экспедиции на «Боудине» (1918—1954)

### Постройка шхуны и первая экспедиция

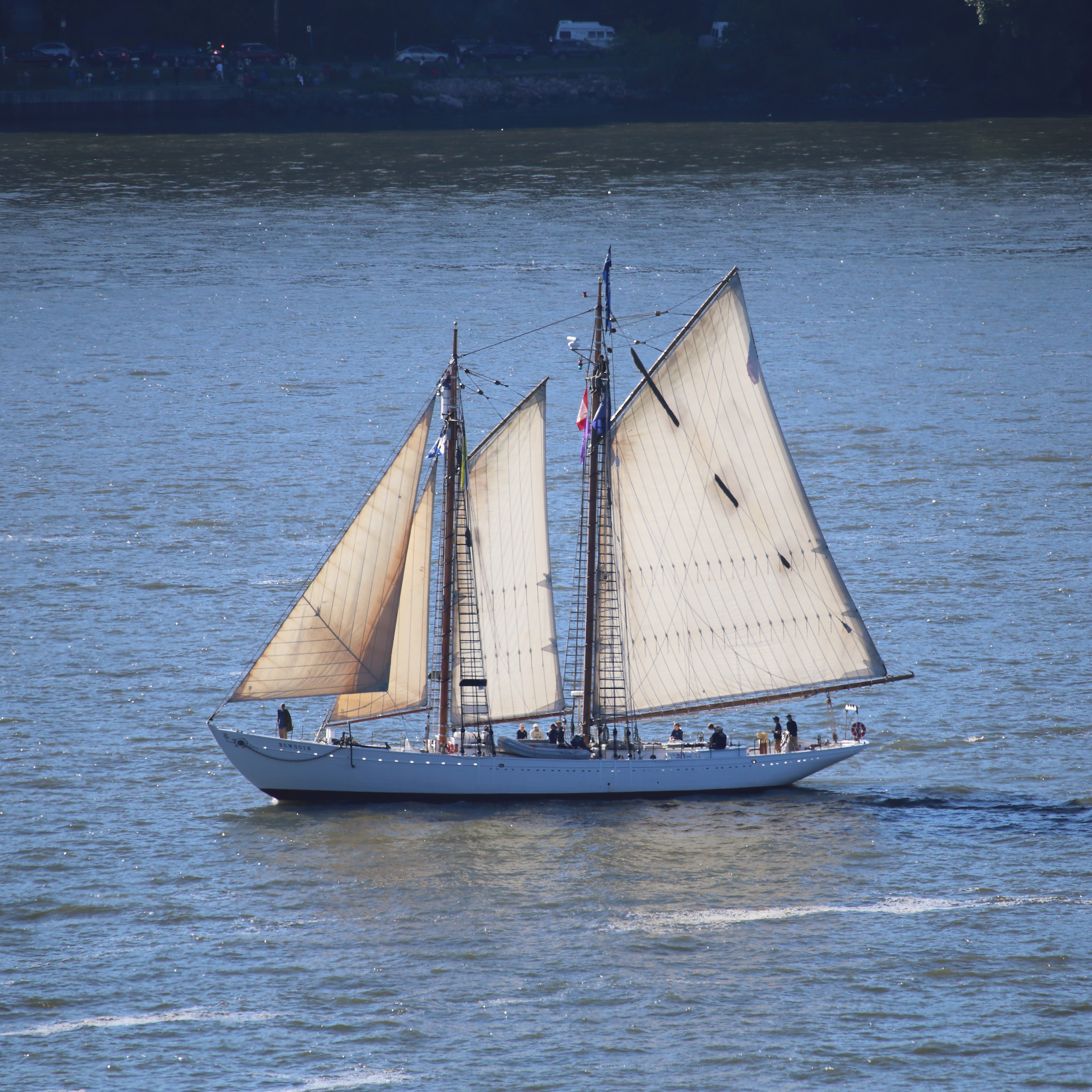
Шхуна «Боудин» на Квебекской регате 2017 года

После окончания экспедиции 43-летнему Макмиллану пришлось заново искать своё место в жизни и способ заработка. В 1918 году его приняли в ряды военно-морского флота, направив на базу Хэмптон-Роудс, где полярнику предстояло оценивать характеристики различных самолётов, пригодных для военного использования. После окончания мировой войны Макмиллан вернулся в Боудинский колледж, где удостоился почётной докторской степени и был принят преподавателем антропологии. Также удалось заработать на книге «Четыре года на Белом Севере» об экспедиции на Землю Крокера. Книга была иллюстрирована полусотней фотографий, которые использовались и в цикле публичных лекций. Часть фотографий были приняты журналом National Geographic, однако заработанных денег было недостаточно для организации нового полярного предприятия. Шанс вернуться в Арктику вновь представился в 1920 году, когда один из бостонских предпринимателей предложил Дональду совершить плавание в Гудзонов залив для меновой торговли с эскимосами, но экспедиция оказалась неудачной. Тем не менее Макмиллан пришёл к выводу, что сможет работать в Арктике, если построит собственное полярное судно, разработанное на иных, нежели «Рузвельт» технических принципах. Дональд заказал небольшую деревянную парусную шхуну со вспомогательным двигателем. Небольшая осадка и округлая форма корпуса (как у норвежского «Фрама») позволила бы ходить по фьордам, прибрежным мелководьям и проливам Арктического архипелага или, по необходимости, зимовать во льдах. Размер судна диктовался количеством экипажа и необходимого для работы снаряжения. Макмиллан обратился к известному судостроителю Уильяму Хэнду из Нью-Бедфорда, который рассчитал бюджет в 35 000 долларов (порядка 596 тысяч долларов в ценах 2023 года). Макмиллан располагал 3000 долларов, и предложил выплачивать верфи по 30 долларов в день до окончания работ. Немалую помощь в финансировании постройки оказал Джерри Лук с дочерью Мириам.

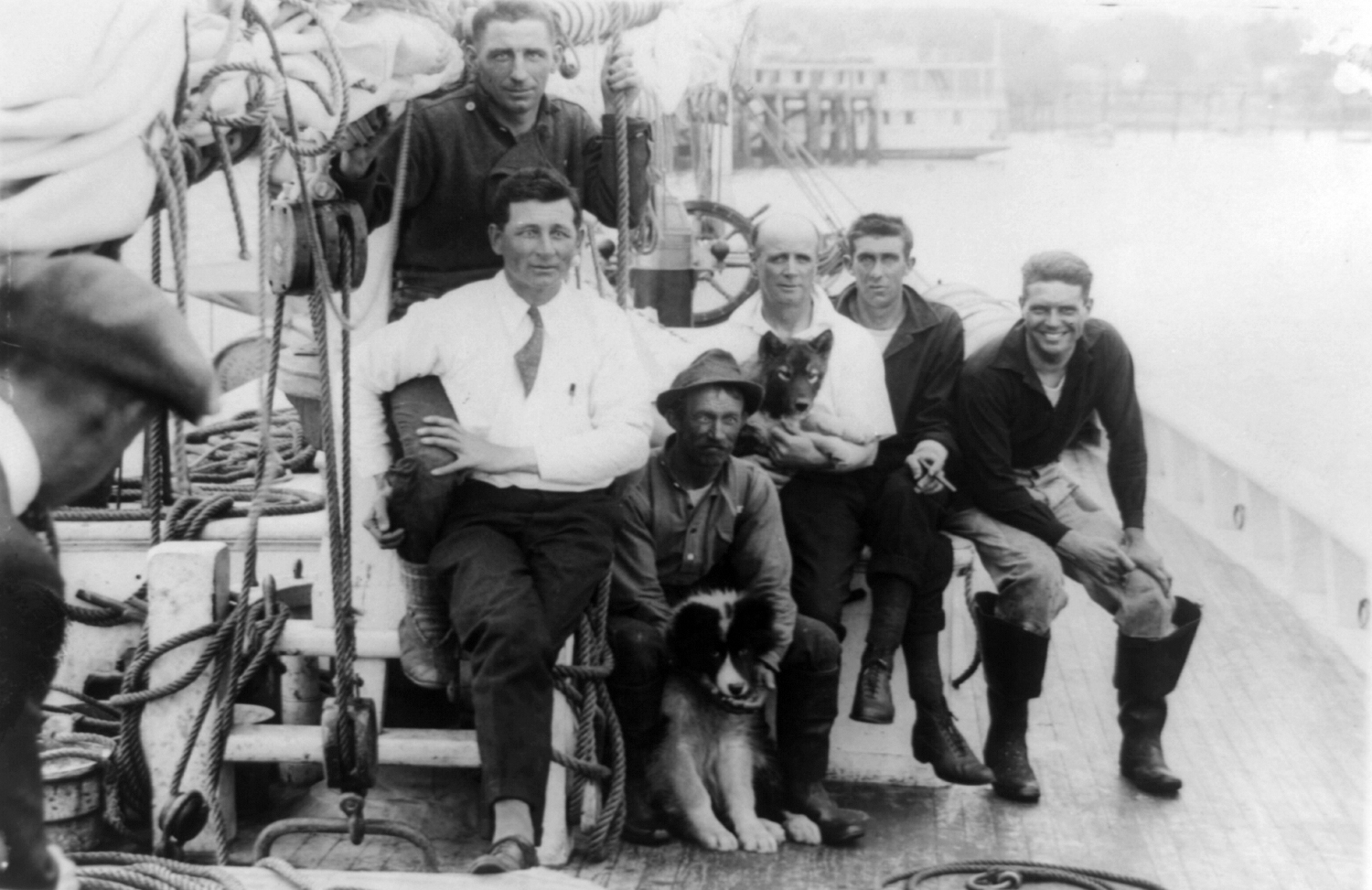
Команда «Боудина» в 1922 году. Макмиллан держит на руках щенка

Спуск на воду состоялся 9 апреля 1921 года, церемонию крещения провела племянница Дональда — Мэй Фогг. Из-за сухого закона, вместо шампанского, с носа бросали в воду цветы. Набор корпуса и двойная обшивка выполнены из белого дуба. На носу и ватерлинии обшивка была укреплена стальными листами. «Боудин» оказался последним деревянным судном, построенным на верфи братьев Ходждон в Ист-Бутбее. У основания киля было залито 35 тонн бетона в качестве балласта. Палуба из белой сосны. Две мачты из дугласовой пихты несли четыре паруса (гафельная шхуна) и воронье гнездо для вперёдсмотрящего на фок-мачте: Макмиллан желал избавить малочисленную команду от риска работы на высоте в штормовую погоду. Вспомогательный двигатель фирмы Fairbanks-Morse мощностью 60 лошадиных сил обеспечивал 8-узловую скорость и 3629 миль экономического хода. Расход керосина при этом составлял 5 галлонов в час при общем запасе топлива 2200 галлонов. Погасить долги за постройку «Боудина» удалось оригинальным образом: распространяя среди научного сообщества 100-долларовые акции. Часть долга была закрыта продажами книги 1927 года «Эта и вокруг: жизнь в двенадцати градусах от Северного полюса». Она была снабжена посвящением «добрым друзьями, которые помогли построить „Боудин“».

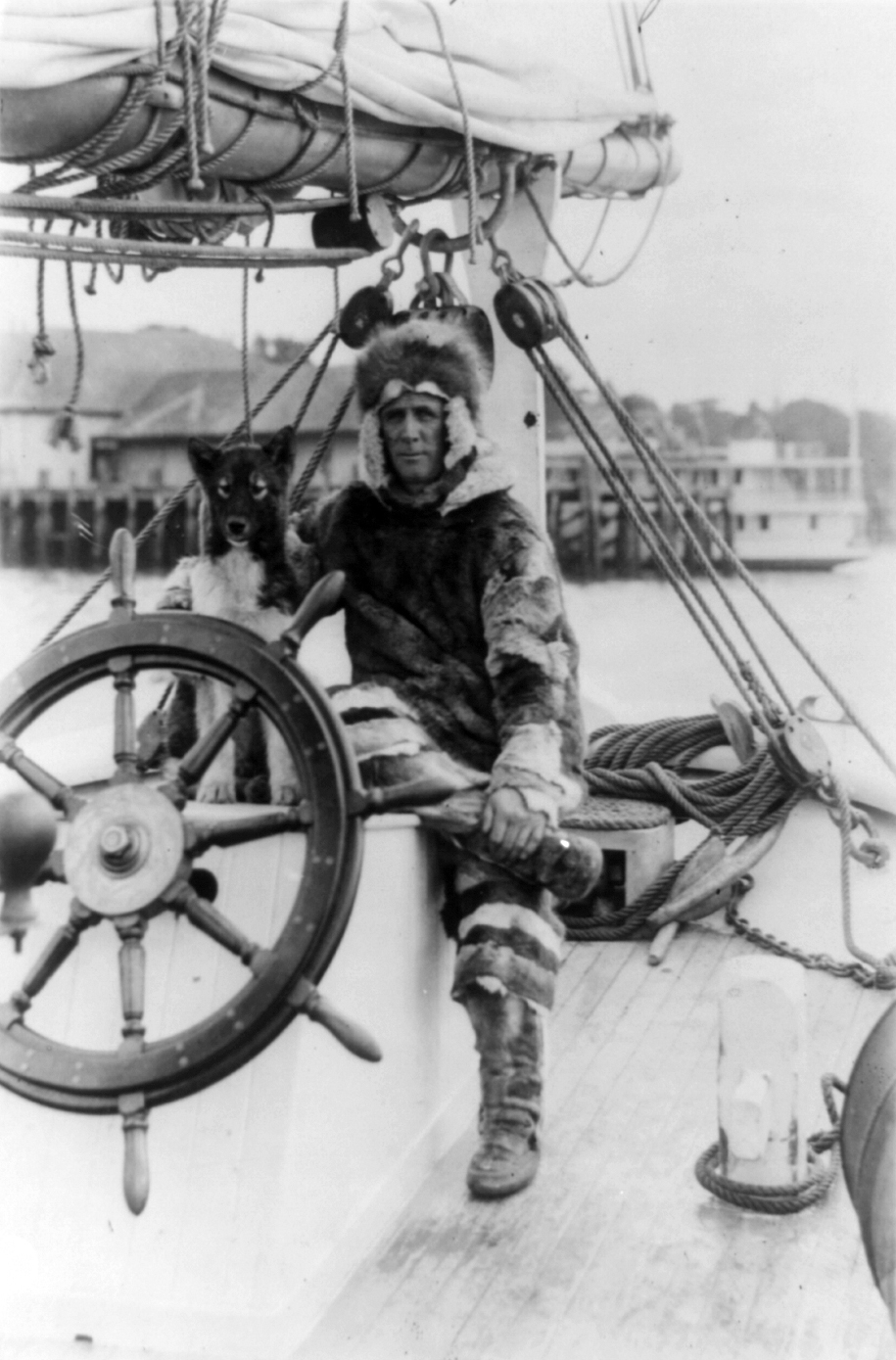
Дональд Макмиллан за штурвалом «Боудина» в 1922 году

Между 1921—1954 годами Макмиллан совершил на своей шхуне 18 арктических плаваний. Главной его задачей было исправление неточных карт, промеры глубин и уточнение общей обстановки. «Боудин» постоянно усовершенствовали: уже при постройке были установлены эхолот и радиопеленгатор; к началу 1950-х годов шхуна несла комплект самого совершенного по тому времени навигационного и коммуникационного оборудования. Первое путешествие 1921 года состоялось на Баффинову Землю, где планировалось картографировать почти неизвестное восточное побережье, а также отыскать ранее неизвестные районы гнездования синего гуся. Пробиться к побережью в тот сезон не удалось, однако при помощи эскимосов удалось понять, что гуси гнездятся во внутренних районах острова, и даже добыли целое гнездо с кладкой яиц. Перед отплытием Макмиллану удалось добиться гранта Института Карнеги, а флот прикомандировал ему энсина Ричарда Годдарда, ставшего в дальнейшем профессором астрономии. Предстояло совершить путешествие с зимовкой для постройки в Скун-Харборе у мыса Кинг-Чарльз на Баффиновой Земле стационарную геомагнитную обсерваторию. 16 июля 1921 года «Боудин» отплыл из Уискассета с научной командой из шести человек; в дальнейшем Дональд постоянно сотрудничал с университетами, географическими обществами и музеями, которые покрывали расходы на ремонт и припасы в обмен на полученные данные и провоз учёных к месту исследований. Команда пересекла Полярный круг 23 августа; столкнувшись со сплошными ледовыми полями в заливе Фокс, шхуна показала отличные мореходные качества и сопротивляемость ледовым сжатиям. В Скун-Харборе остались на зимовку. Был снят бегучий такелаж, а корпус развернули в направлении преобладающих ветров; содержимое трюмов вынесли на берег, где припасы и снаряжение складировали в разборный барак. Там же возвели павильон для научных измерений. Корпус шхуны был до уровня палубы обложен снежными блоками, а над палубными люками возвели иглу вместо тамбуров. Как было принято ещё у Пири, разнообразие трапез обеспечивалось охотой; охотничьи вылазки тренировали команду и давали занятость, а также отдых от однообразных снятий показаний приборов. Контакт с местными эскимосами оказался удачным: аборигены служили проводниками, поставляли мясо и рыбу, помогали строить и шить одежду. Льды вскрылись 2 июля 1922 года, чему помогал следующий приём: сажу из печек и песок с побережья последовательно свозили на ледовые поля, для ускорения весеннего таяния. Новой Шотландии достигли к 9 сентября, несмотря на тяжёлые льды и штормовую погоду; шли в основном под парусами. «Боудин» оказался первым судном, успешно пересёкшим залив Фокс.

### Двадцатые годы

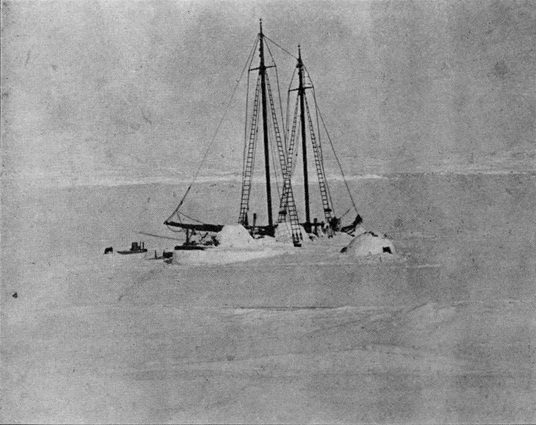
«Боудин», снаряжённый на зимовку

23 июня 1923 года «Боудин» вышел во вторую 15-месячную экспедицию из гавани Уискассета. Несмотря на тяжёлые шторма и навигационные сбои, 6 августа шхуна благополучно прибыла в Эта, хотя зимовка должна была осуществляться севернее: в гавани Рефьюджа, где за семь десятилетий до того работала экспедиция Кейна. Вторую экспедицию на «Боудине» спонсировали Институт Карнеги, чей геофизический отдел заинтересовался данными о магнитном поле Гренландии, а также Национальное географическое общество, которое дало задание привести в порядок последнее зимовье Грили на мысе Сабин и установить там памятную доску. Зимовка началась в октябре. Как и в предыдущем рейсе, корпус обложили снежными блоками и возвели над люками иглу. Бюро погоды США обеспечило экспедиционеров полным комплектом метеорологического оборудования: каждые два часа регистрировались температура, атмосферное давление, мощность осадков, влажность и сила ветра. Самая низкая температура (сорокапятиградусная, то есть −43 °C) была зафиксирована в феврале 1924 года. 6 апреля торжественно отпраздновали 15-летие достижения Северного полюса Робертом Пири. Поход к мысу Сабин на собачьих упряжках провели в мае, установив памятник восьмого числа. Лето, однако, оказалось холодным, и в июле пришлось начать работы на льду, чтобы освободить «Боудин». Малая осадка впервые оказалась недостатком: шхуна села на отмель и завалилась на левый борт при отливе. Был повреждён фальшборт, через люки в трюмы попала вода. После разгрузки и откачки трюмов (корпус был разделён на пять отсеков) «Боудин» встал на киль и мог возвращаться. Далее шхуну с левого борта зажал айсберг, грозя выбросить корпус на берег. После манёвра Макмиллан решился использовать 60-тонную шхуну как ледокол на поле старого пака; корпус выдержал, а в образовавшийся канал при сильном юго-западном ветре и работающем двигателе удалось пройти на открытую воду.

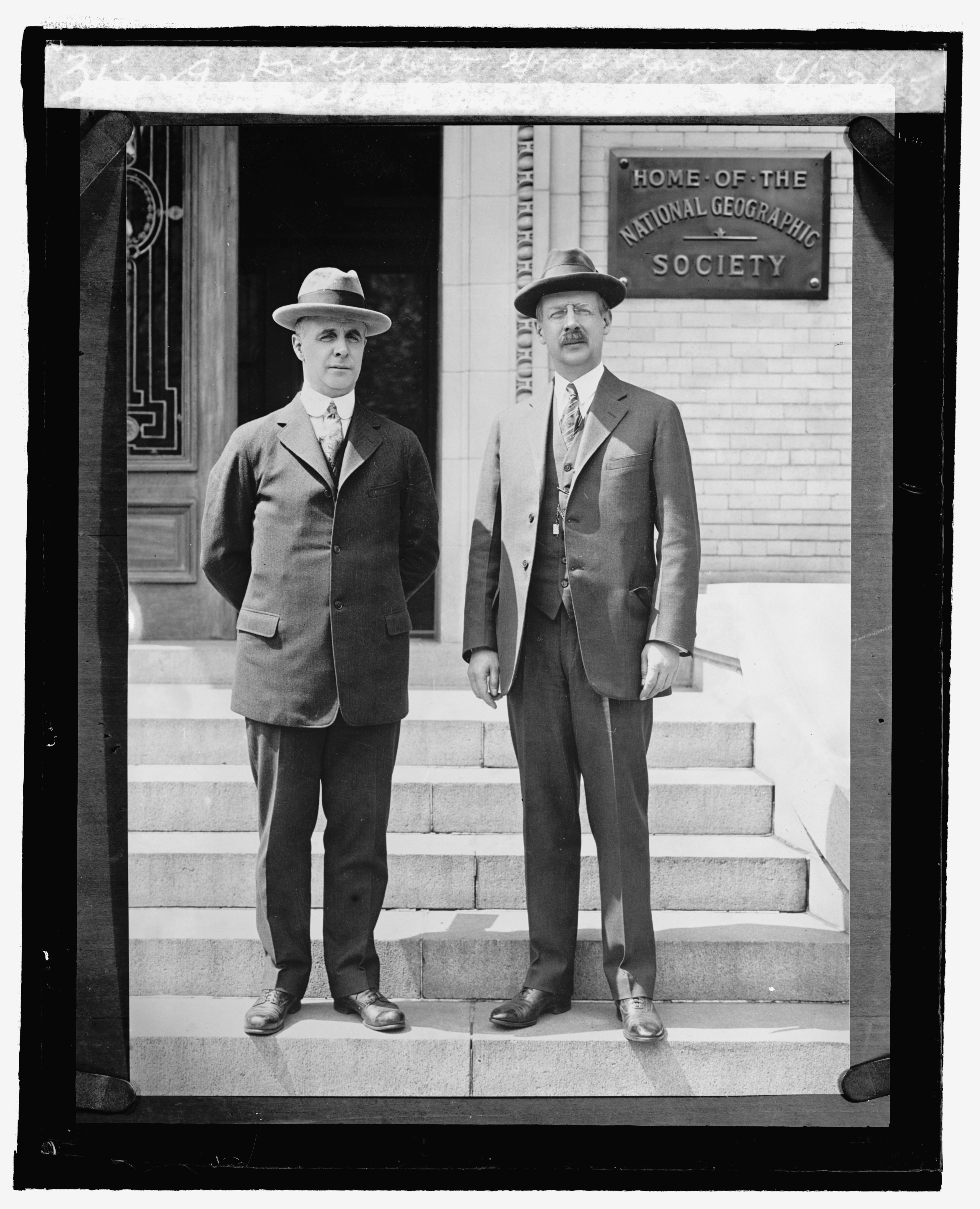
Макмиллан с Г. Гросвенором — президентом Национального географического общества в 1925 году

Экспедицию 1925 года финансировали Национальное географическое общество и ВМС США, хотя Макмиллан к тому времени был переведён в резерв. В летний сезон планировалось испытывать в арктических условиях аэропланы (на вспомогательное судно «Пири» погрузили три биплана на поплавках) и дальнюю голосовую радиосвязь. Лето оказалось намного холоднее, чем обычно с начала века, во льдах «Боудин» сломал гребной винт (однако его быстро заменили через специальный колодец с палубы), а «Пири» был выжат в заливе Мелвилл на отмель. Кое-как достигнув Эта, команда начала испытания самолётов и развернула антенны. Первая передача из Гренландии была уловлена военным кораблём США «Сиэтл» у Тасмании. Радиомост облегчал психологическую обстановку зимой: президент Кулидж отправил команде рождественские поздравления. После того, как дрейфом льда были разлучены «Боудин» и «Пири», их экипажи обменивались коротковолновыми сообщениями. Результаты экспедиции были признаны обнадёживающими для использования авиации на Крайнем Севере. Макмиллан постепенно стал менять цели своих плаваний: из исследовательских они стали рекламно-просветительскими.
Вскоре после возвращения в 1926 году, Дональд Макмиллан вновь отправился в Арктику. «Боудин» сопровождала яхта Sachem. Это было плавание, спонсируемое Филдсовским музеем в Чикаго для поиска древних окаменелостей и добычи образцов морской жизни из Арктики. Два малых судна прошли вдоль побережья Лабрадора, натыкаясь на рифы и льдины, делая множество промеров и находя новые опасные зоны, постоянно уточняя лоции и карты. Сезон был холодным: в один день Макмиллан насчитал в поле зрения 127 айсбергов. Лето в основном провели на острове Диско, где добывали геологические и палеонтологические образцы, а также снимали фильм «Жизнь эскимосов в Южной Гренландии». После возвращения, в марте 1927 года Дональд опубликовал свою вторую книгу (с предисловием Гилберта Гросвенора) и удостоился медали Кента от Клуба первооткрывателей. Следующее плавание состоялось в июне 1928 года, с планируемой зимовкой на Лабрадоре. «Боудина» сопровождало вспомогательное судно «Радио». Суда разделились: Макмиллан остался в Нейне для установления контакта с наскапи, а помощник Кроуэлл повёл «Боудина» в залив Фробишера для геологических изысканий. Макмиллан приобщил эскимосов к радиовещанию, подарил им снегоход и моторный бот, основал школу, и забросил в 1929 году необходимые припасы, заказанные по радио и оплаченные друзьями в США. Во время биологических работ летом 1929 года в заливе Фробишера шхуну сорвало с ледового якоря и зажало между айсбергом и ледовым полем, но всё обошлось благополучно.

### Тридцатые годы. Женитьба

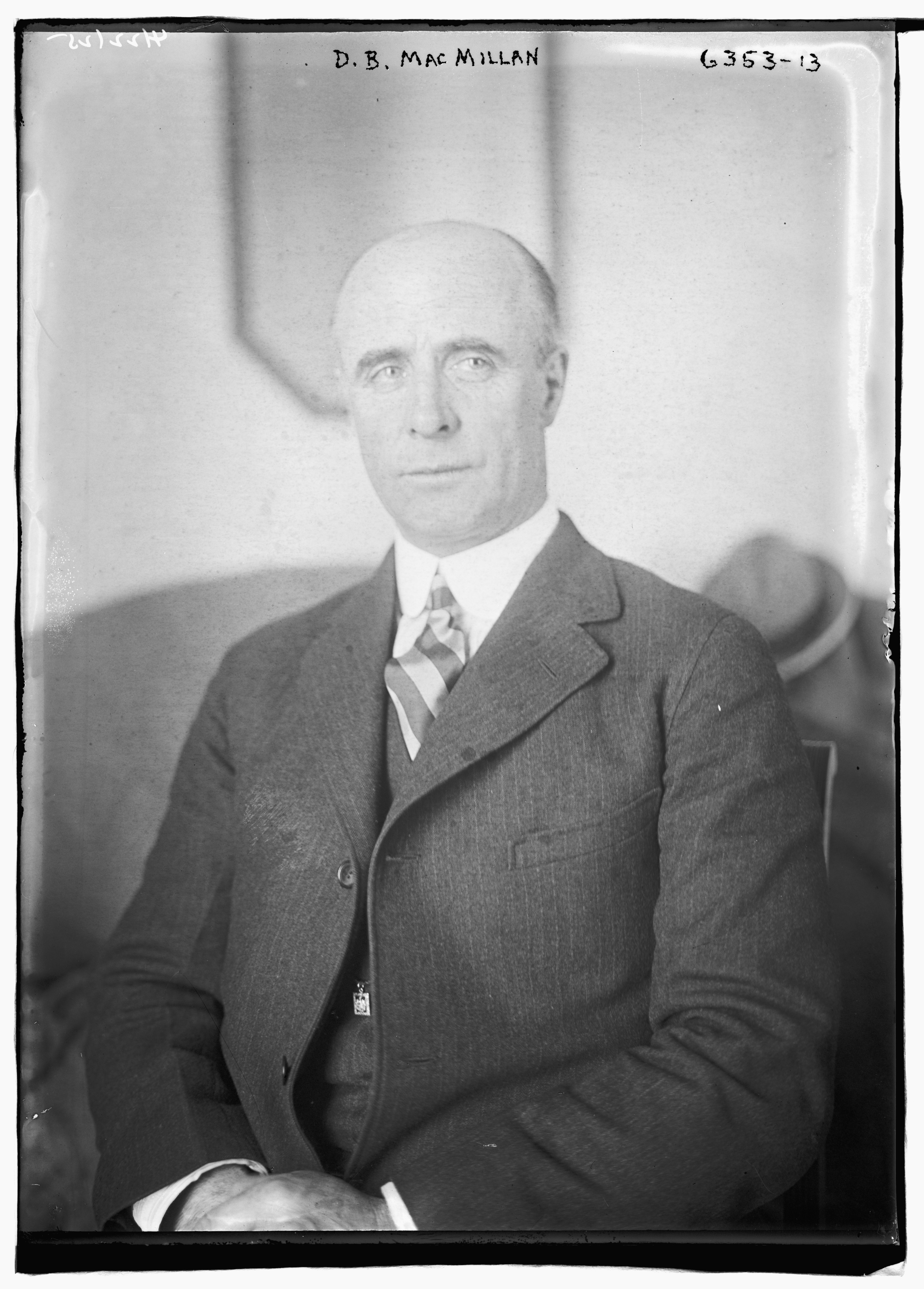
Дональд Макмиллан

Запланированная на 1930 год экспедиция Макмиллана всё-таки состоялась, несмотря на экономический кризис. Выходом стало включение в команду студентов колледжей, которые платили за образовательное путешествие. Кроме того, Макмиллан договорился с университетами-спонсорами о включении его плаваний в систему академических кредитов. Летнее путешествие на дистанцию 8000 миль включало заходы на Исландию, Гренландию, Баффинову Землю, Лабрадор и Ньюфаундленд по маршруту древних викингов. По мнению Карин Билс, для Дональда Макмиллана это было возвращением к первому, неосуществившемуся проекту «школы под парусами», которым он заинтересовался ещё до знакомства с Пири. Плавание 1931 года стало уже четырнадцатой экспедицией, в которой участвовал Дональд, и восьмой из осуществлённых на «Боудине». В этот раз он пользовался воздушным транспортом, так как британское правительство наняло его для осуществления аэрофотосъёмки побережья Лабрадора для создания точной лоции для парусных судов. Одновременно Боудинский колледж избрал Макмиллана приглашённым профессором антропологии; Дональд выпустил книгу для детей «Када: жизнь эскимосского мальчика из Северной Гренландии». Последней из опубликованных Макмилланом книг стала «Как Пири достиг Северного полюса» (1934). Данное издание в современной историографии считается как важным первоисточником, так и полноценным исследованием методов снаряжения экспедиции, менеджмента и лидерства, практикуемых Робертом Пири. Одновременно Макмиллан в этой книге подтвердил лояльность покойному патрону и дал собственный ответ недоброжелателям, отрицавшим первенство Пири в достижении Северного полюса и саму возможность этого достижения. Как аналитик, Макмиллан стремился максимально дистанцироваться от собственного восприятия событий (и даже не упоминал о полученных почестях), и одновременно широко использовал собственный полярный опыт, основанный на методах покойного адмирала Пири. Написанием книги о Пири Макмиллан занялся ещё зимой 1928 года во время очередной экспедиции на Лабрадор, финансируемой Филдсовским музеем. По мнению исследовательниц Женевьев Ле Муан, Сюзан Каплан и Энн Уитти, на тональности книги «Как Пири достиг Северного полюса» сказались занятия Дональда этнографией эскимосов, тем более что он почти сорок лет поддерживал отношения с семействами, служившими как в экспедициях Пири, так и его собственных. Макмиллан показал вклад эскимосов в достижения Роберта Пири, не скрывая разнообразных казусов в межкультурной коммуникации, включая первые попытки изучать северногренландский диалект или безуспешного желания эскимоса Кудлукту научиться писать. Несмотря на обычный для первой половины XX века расизм, Макмиллан писал об эскимосах как о ровне себе, некоторая снисходительность проявлялась только в оценочных пассажах, касающихся культуры аборигенов Арктики, «носящих одежду из меха и кожи, и не имеющих причин и возможности мыться».
Летнее плавание 1934 года финансировалось Боудинским колледжем и Университетом Кларка, причём в интервью Макмиллан прямо заявил, что «не может оставаться вдали от снегов и льдин». Команду вновь составили студенты и аспиранты, главной целью было изучение полярных крачек Лабрадора (на архипелаге Баттен), несколько сот экземпляров которых были окольцованы. Эти птицы совершают гигантские перелёты, так как маршруты их миграции вели в Антарктику. Три участника плавания остались в Гренландии для ботанических работ, собрав гербарий в 20 тысяч единиц.
В марте 1935 года во Флориде 60-летний Дональд Макмиллан женился на 29-летней Мириам Лук. Долгие годы она вместе со своим отцом помогала Дональду организовывать его экспедиции, в том числе по аэрофотографированию побережий. В промежутках между плаваниями Макмиллан зарабатывал турами лекций с демонстрацией диапозитивов и кинохроники, привлекая потенциальных спонсоров и рекламируя свою деятельность. Часть денег направлялась на содержание интерната для эскимосов в Нейне. В конце концов Мириам официально нанялась секретарём Макмиллана, отвечая за переписку, каталогизацию экспонатов и прочее. Женились они также во время лекционного турне. Далее супруги выкупили дом Макдональдов в Провинстауне, в котором Дональд жил в семье капитана после смерти матери. Отложенный медовый месяц они провели в круизе по Средиземному морю, который не понравился Макмиллану размеренностью; кроме того, он страдал от жары. В результате Мириам решила разделить жизнь своего мужа и участвовала в девяти из его последующих экспедиций. Впрочем, в сезон 1938 года Макмиллан нанял крупное судно «Гертруда Тибо», официально запустив программу обучения молодёжи морскому делу, а Мириам посетила Нейн, познакомившись с персоналом школы и миссионерами моравских братьев.

### Война

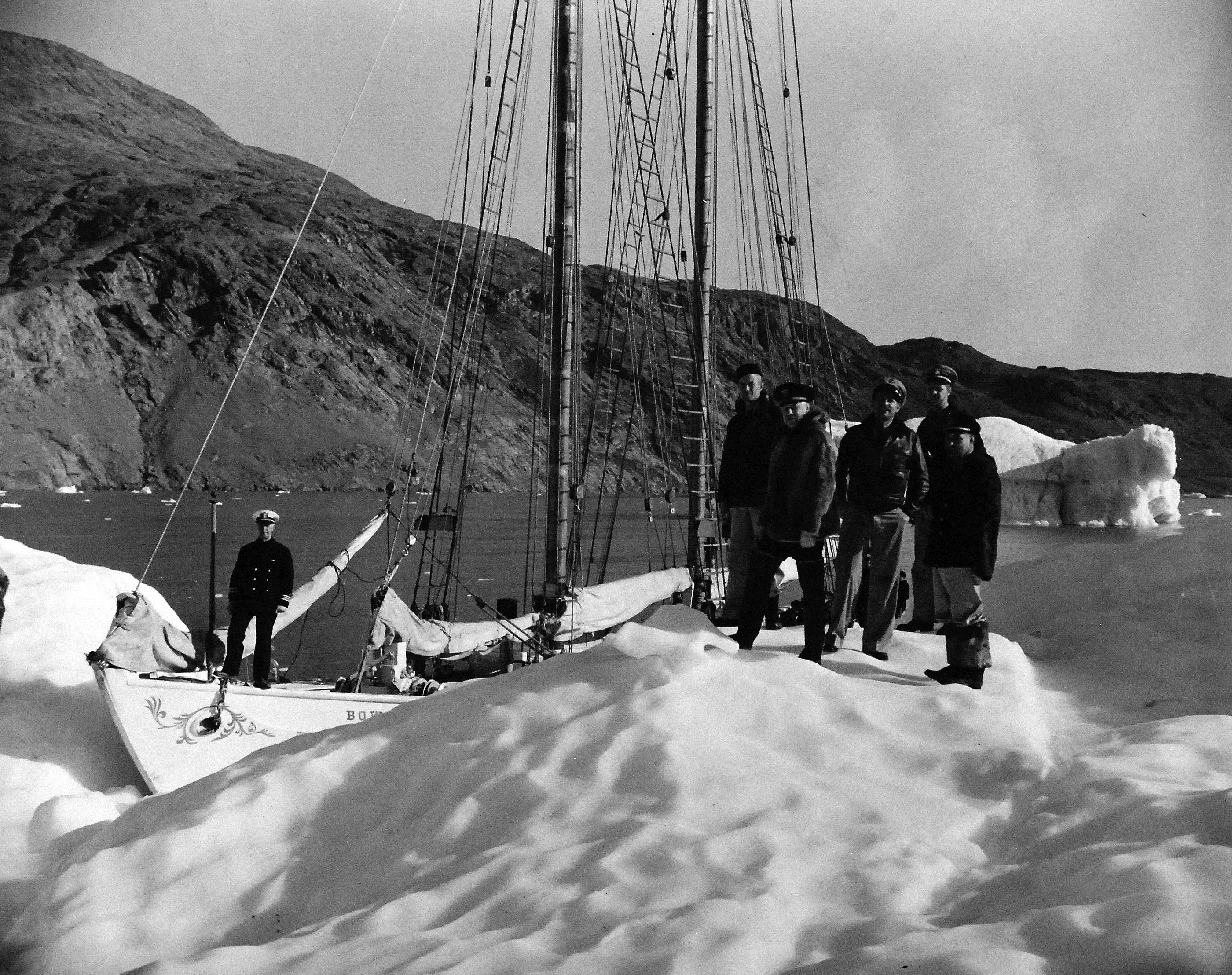
«Боудин» в Гренландии в 1941 году. Макмиллан на носу в форме лейтенант-коммандера

Макмиллан долго сопротивлялся, когда Мириам просила сопровождать его на «Боудине». Экспедиция 1939 года вновь включала старших школьников и студентов колледжей, которые изучали скорость движения ледников в глубоких фьордах Гренландии. После возвращения оказалось, что в Европе началась война. В 1940 году Дания была захвачена нацистской Германией, и плавание в Гренландию пришлось отменить. В январе 1941 года военно-морские власти предложили зафрахтовать «Боудин» за 1000 долларов в месяц, а командование ВМС вообще предложило выкупить судно и назначить Дональда его командиром. 66-летний Макмиллан был призван на действительную военную службу (хотя по достижению предельного возраста был уволен из резерва в 1938-м) и получил 35 000 долларов, назвав первоначальную стоимость шхуны. Летнее плавание было посвящено поиску места для строительства в Гренландии военных аэродромов, а во время возвращения в ноябре была вполне серьёзная угроза от подводных лодок. В феврале 1942 года Макмиллан был вызван в Вашингтон и причислен к Гидрографическому управлению. «Боудин» был изъят для военных нужд, покрашен в маскировочный цвет и оснащён зенитным пулемётом. Из Вашингтона Макмиллана перевели в Массачусетский технологический институт, где он участвовал в воздушных экспедициях по выбору мест для развёртывания секретной радиолокационной сети в Новой Шотландии, Ньюфаундленде, Лабрадоре и Гренландии. Для этого пришлось сделать 12 тысяч аэрофотографий и уточнить топографические карты, на которые Макмиллан нанёс 300 новых названий. В 1942 году скончался тесть, отец Мириам — Джерри Лук. «Боудин» был выведен из состава флота в 1943 году, самого Макмиллана уволили с действительной службы и заказали военный словарь и разговорник языка инуктук, материалы для составления которого он собирал ещё с 1908 года. Это не был научный словарь: использовался обычный латинский шрифт и приблизительное правописание по слуху. В начале 1945 года сильно запущенный «Боудин» был выкуплен Дональдом за 4000 долларов и право забрать из порта всё имущество, которое принадлежало судну. Однако демонтированный двигатель найти так и не удалось. Жители Провинстауна пожертвовали крупную сумму для заказа 100-сильного дизеля фирмы Cummins. Владелец фирмы после окончания работ отказался от платы, заявив, что знает о плаваниях Макмиллана и рассчитывает на продолжение его работы.

### Последние путешествия
После восстановления «Боудина» весной 1946 года Дональд и Мириам Макмилланы совершили на своей шхуне месячный испытательный поход на Лабрадор, рассчитывая вернуться к практике образовательных путешествий в Арктике. На борту находилась датчанка Хельга Кнудсен, дочь правительственного чиновника, которая из Гренландии перебралась в США и всё время оккупации своей родины прожила в доме Макмилланов. Это была единственная, кроме Мириам, женщина, которой Дональд позволил ступить на палубу своего судна. Между 1947 и 1953 годами было совершено пять образовательных путешествий, в которых неизменно участвовали Макмиллан, нанятый механик, судовой повар, несколько учёных и семь или восемь молодых людей, исполнявшие функции матросов. Бездетные Дональд и Мириам называли их «своими мальчиками». Полярной одеждой их неизменно снабжал добрый друг Мака из Фрипорта, владелец магазина спортивных товаров Л. Бин. Доктор Эдуард Морс в 1947 году пошёл с Макмилланом, желая помогать общинам эскимосов, встреченным на пути, получив для этого дополнительную квалификацию стоматолога. Именно во время путешествия 1947 года, спонсируемого Гидрографическим департаментом, «Боудин» дошёл до самой северной точки в своей морской карьере — 79° с. ш. Экспедицию 1949 года снаряжало Геологическое управление, в результате были доставлены окаменелости с островов Сэвидж, относящиеся к кембрийскому периоду. Последнее путешествие на своём судне (18-е по счёту, продлившееся месяц) 80-летний капитан Мак совершил в 1954 году, избежав повреждений при встрече с разрушительным ураганом «Хейзел». Это была его двадцать пятая морская экспедиция.
В 1949 году Макмиллан удостоился за свои достижения золотой медали Чикагского географического общества. Отчасти это было признанием лояльности моряка, который активно помогал размещению американских военных баз в Арктике и однажды заявил, что в случае начала третьей мировой войны «хорошее знание Арктики позволит быть готовыми к нападению Советов». Ещё до войны Макмиллан занялся процессом признания заслуг чернокожего ассистента Пири — Мэтью Хенсона. В 1937 году по ходатайству Дональда и Роберта Бартлетта Хенсона приняли членом Клуба первооткрывателей, и в 1944 году ему вручили Полярную медаль Пири за достижения в экспедиции 1909 года. Усилиями Макмиллана в 1948 году Клуб первооткрывателей удостоил Хенсона почётным членством, и в том же году золотой медали Чикагского географического общества, вручал которую сам Дональд.

## Жизненный финал (1953—1970)

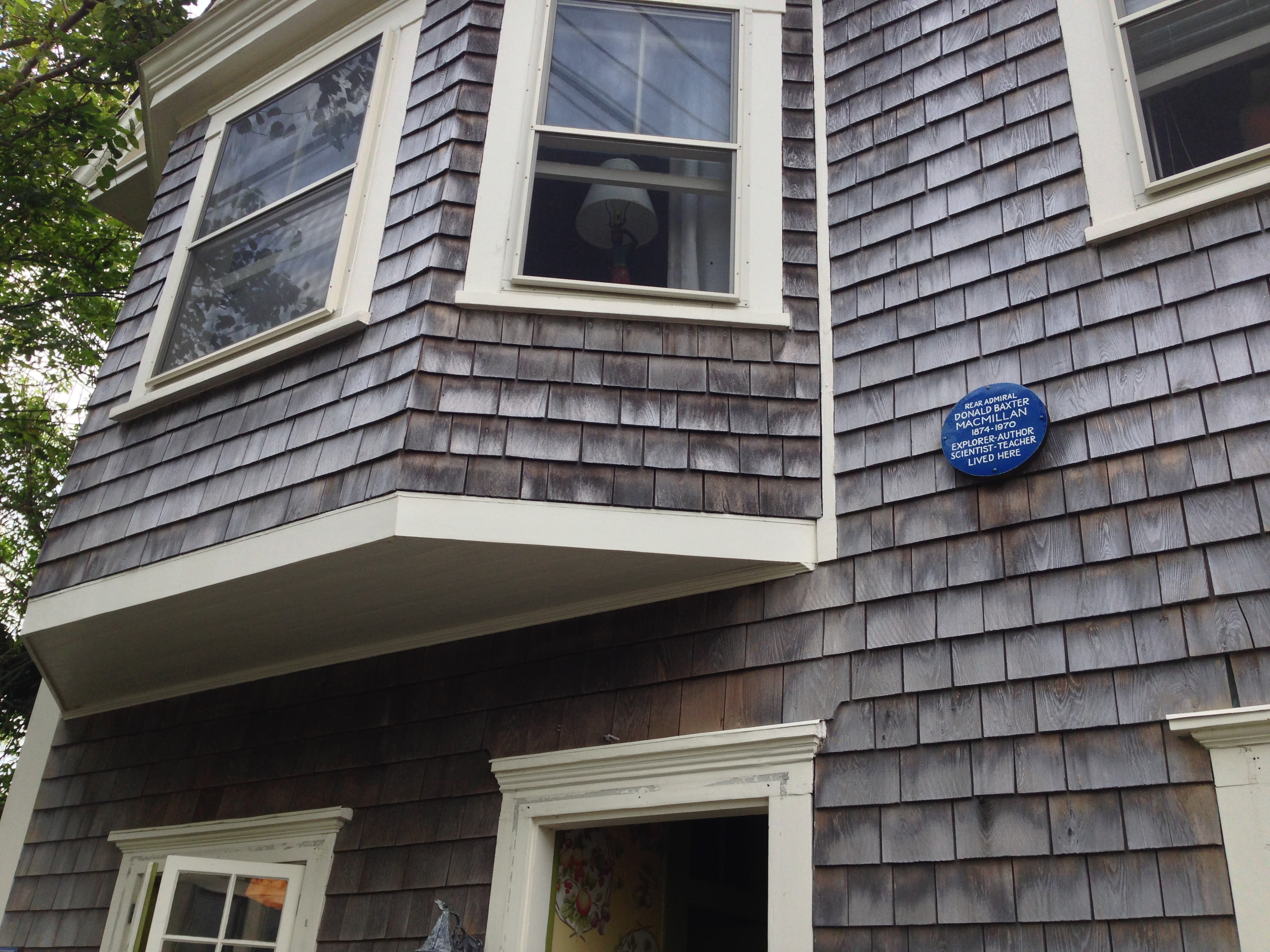
Памятная доска на доме Макмиллана в Провинстауне. Фото 2013 года

В 1953 году Дональд Макмиллан удостоился трёх престижных наград. Клуб первооткрывателей присудил ему свою медаль, вручал которую Мэтью Хенсон. Далее Национальное географическое общество в лице Гилберта Гросвенора вручило Золотую медаль Хаббарда в Конститьюшен-Холле в Вашингтоне в присутствии пяти тысяч гостей. Боудин-колледж тогда же присудил своему именитому выпускнику премию, вручаемую раз в пять лет. Тогда же Дональда избрали в попечительский совет Вустерской академии и в консультативный совет Национальной галереи американских индейцев. В 1954 году Макмиллан получил повышение в чине — он стал контр-адмиралом Военно-морского резерва США. Среди лоббистов этого назначения состоял и сенатор Джон Кеннеди — будущий президент США.
Дональд Макмиллан был масоном. Он был принят в Ложу № 23 во Фрипорте, а также состоял почётным членом нью-йоркской Ложи Кейна № 454 (также именуемой «Ложей первооткрывателей»). Со временем адмирал поднялся до членства в командорстве Св. Альбана Рыцарей Храма в Портленде и состоял в Алеппском святилище в Бостоне.
В 1957 году журналист Лоуэлл Томас предложил отправить на Северный полюс величайших полярников предыдущего поколения — Фройхена, Балхена, Макмиллана и Уилкинса. Планировалось заснять перелёт из Аляски через полюс в Гренландию. 31 августа 1957 года четвёрка вылетела из Нью-Йорка на Аляску, прибыв с пересадками в Анкоридж на военную базу Эльмендорф 2 сентября. В гостинице сразу после прибытия скончался Петер Фройхен, прах которого развеяли в Гренландии над авиационной базой в Туле. Перелёт над полюсом и телетрансляция, однако, состоялись. В 1959 году адмирал передал шхуну «Боудин» на вечную стоянку в Мистикский морской музей в Коннектикуте. Следующие годы жизни Макмиллана были посвящены созданию полярного музея в Боудинском колледже — первого в США. Он открылся в 1967 году в присутствии Дональда и дочери Пири Мэри, в замужестве Кюн. В 1968 году шхуну «Боудин» за символическую цену в 1 доллар выкупила Schooner Bowdoin Association с целью реставрации, после вступления в строй она стала филиалом морской академии штата Мэн.
В последний год жизни Макмиллан страдал глаукомой и почти лишился зрения. 7 сентября 1970 года он скончался в возрасте 95 лет, и был погребён на Новом кладбище близ Олден-стрит в Провинстауне, где обитал со времени выхода на покой. Мириам Макмиллан дожила до 1987 года, оставаясь почётным куратором Арктического музея Пири — Макмиллана. В 1982 году Боудин-колледж присвоил ей почётную докторскую степень, а вскоре вдова адмирала была введена в Клуб первооткрывателей — одним из действительных членов. В 1986 году шхуна «Боудин» стала первым сертифицированным парусным учебным судном Америки, оформленным по вновь принятому федеральному закону. Она участвовала в параде в честь 100-летия Статуи Свободы. Ещё в 1990-е годы судно осуществило три плавания в Канаду и Гренландию по следам Макмиллана. Бывший дом Макмиллана на Коммершиал-стрит (№ 573) находится в частном владении и отмечен памятной доской, реликвии и архив пожертвованы в исторический музей и городской музей Провинстауна. В честь адмирала Макмиллана назван городской причал.

## Публикации
- Four years in the white North / by Donald B. MacMillan. — New York, London : Harper & Brothers, 1918. — 10, l, 426 p.
- Etah and beyond ; or, Life within twelve degrees of the Pole / by Donald Baxter MacMillan. — Boston ; New York : Houghton Mifflin Conpany, 1927. — xix, 287 p.
- Kah-da: Life of a North Greenland Eskimo Boy / by Donald Baxter MacMillan. — Garden City, NY : Doubleday Duran & Company, 1930. — xviii, 237 p. — Junior book.
- How Peary Reached The Pole : The Personal Story of His Assistant Donald B. McMillan. — Boston and New York : Houghton Mifflin Company, 1934. — xii, 306 p.
  - How Peary Reached the Pole : the personal story of his assistant / Donald B. MacMillan, introduction by Genevieve M. LeMoine, Susan A. Kaplan, and Anne Witty. — Montreal & Kingston, London, Ithaca : McGill-Queen’s University Press, 2008. — lviii, 305 p. — ISBN 978-0-7735-3450-6.